# Linciaggio negli Stati Uniti d'America

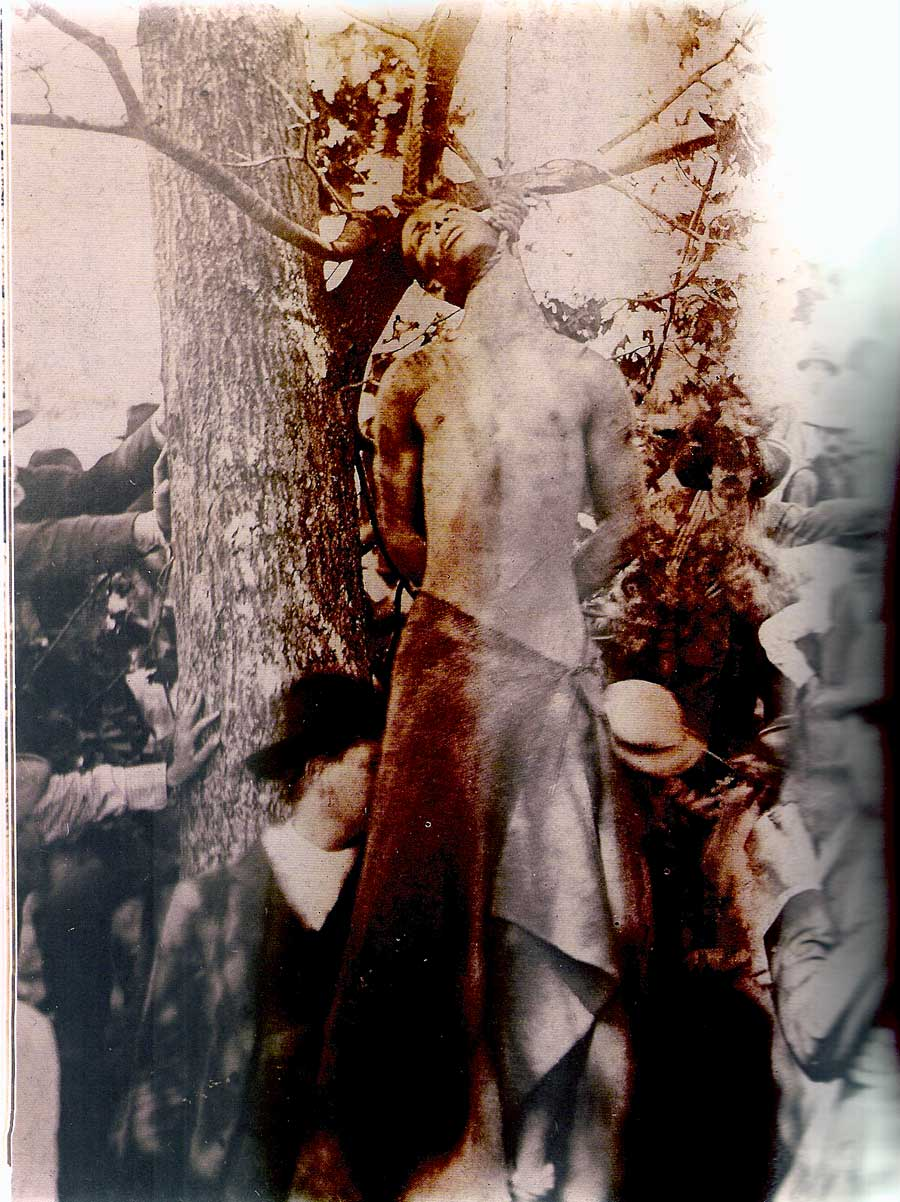
Linciaggio di Frank Embree a Fayette (Missouri), nel 1899

Il linciaggio negli Stati Uniti d'America fu praticato prevalentemente dal tardo XVIII secolo agli anni sessanta del XX secolo. Pratica molto comune nel West, successivamente acquisì connotazioni razziste; negli Stati Uniti meridionali tra il 1890 e gli anni 1920, con un picco nel 1892, gli uomini neri ne furono le vittime più frequenti.
Il linciaggio nel profondo Sud degli Stati Uniti fu associato alla restaurazione del potere bianco dopo la guerra di secessione: la concessione dei diritti costituzionali agli schiavi liberati nel periodo della ricostruzione (1865-1877) suscitò preoccupazioni tra i sudisti bianchi, che non erano pronti a riconoscere l'uguaglianza degli afroamericani, cui furono per altro attribuite le responsabilità dei disagi sofferti durante la guerra, delle perdite economiche subite e dell'annullamento dei privilegi sociali e politici. Durante questo periodo, furono linciati alcuni attivisti, bianchi e neri, impegnati a favorire l'integrazione, mentre gli afroamericani subirono intimidazioni e aggressioni per impedire loro di votare. Dopo il ritiro delle truppe federali, i Democratici ottennero la maggioranza nelle assemblee legislative statali e promulgarono nuove costituzioni e leggi elettorali che esclusero dal diritto di voto la maggior parte dei neri e i più poveri tra i bianchi. Inoltre, reintrodussero norme segregazioniste, quali le leggi Jim Crow. Negli anni 1950 e 1960 scoppiarono nuove violenze, ma il linciaggio di attivisti appartenenti al Movimento dei diritti civili nel Mississippi rafforzò a livello nazionale l'appoggio popolare al governo federale, che impose la parità.
Gli afroamericani resistettero ai linciaggi in vari modi. Gli intellettuali e i giornalisti incoraggiarono l'informazione dell'opinione pubblica sul tema, protestando attivamente contro la violenza della folla e la complicità delle autorità alla violenza stessa. La National Association for the Advancement of Colored People (NAACP), così come numerose altre associazioni, condusse una campagna nazionale per ottenere una legge federale contro il linciaggio. Inoltre, sei milioni e mezzo di afroamericani tra il 1910 e il 1970 semplicemente lasciarono il Sud degli Stati Uniti - in quella che è stata definita come la grande migrazione afroamericana - sia per ottenere un lavoro migliore e una migliore istruzione, sia per sfuggire all'alto tasso di violenza.

## Le origini

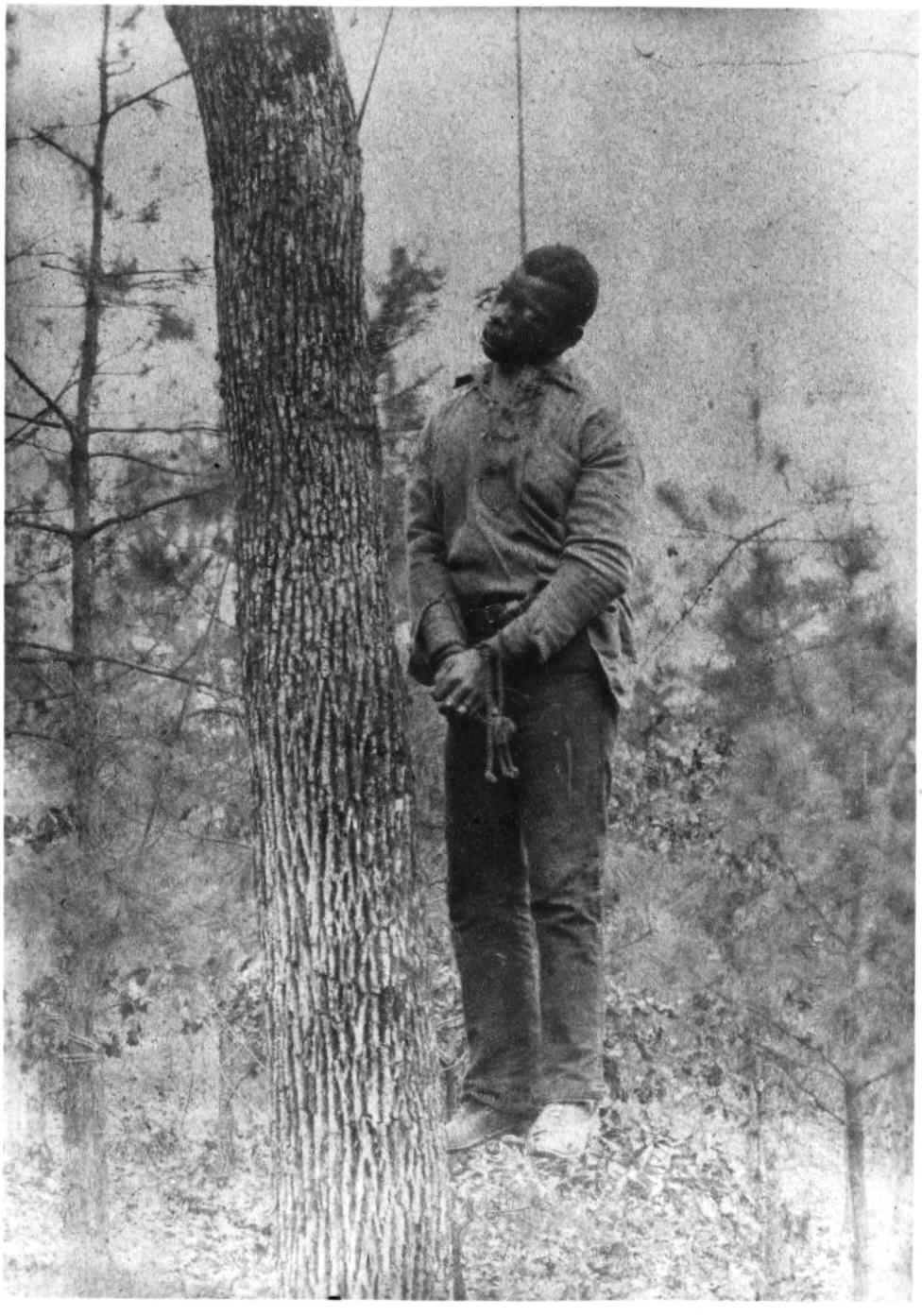
Il corpo di George Meadows, linciato vicino alle miniere di Pratt nella Contea di Jefferson (Alabama) il 15 gennaio 1889

La "legge del linciaggio" ha le sue origini all'epoca della rivoluzione americana (1765-83) quando Charles Lynch, giudice di pace della Virginia, ordinò punizioni extralegali per i lealisti; nacque così la cosiddetta "legge di Lynch". Nel profondo Sud, prima della guerra di secessione americana, gli attivisti del movimento per l'abolizione della schiavitù e altre persone che si opponevano allo schiavismo divennero talvolta obiettivi della violenza omicida di gruppo.

## Il contesto dopo la guerra civile

"Un uomo è stato linciato ieri": motto della National Association for the Advancement of Colored People

Dopo l'era della ricostruzione (1865-77) la maggior parte del profondo Sud era dominato politicamente dal Partito Democratico. La legge del linciaggio impose la supremazia del potere bianco e intimidì i neri con un'opera di terrorismo razziale. Il tasso di linciaggi nel Sud fu fortemente associato a pressioni economiche, anche se il nesso causale di questo legame rimane poco chiaro; i bassi prezzi del cotone, l'inflazione, e le difficoltà economiche si accompagnarono a frequenze più elevate di linciaggio.
La concessione dei diritti costituzionali ai neri liberati dopo il 1865 venne respinta da molti bianchi americani del Sud; alcuni accusarono i neri di tutti i loro guai bellici, della crisi economica del dopoguerra e della perdita dei privilegi sociali e politici. Durante la ricostruzione coloro che si battevano per i diritti civili furono aggrediti e talvolta linciati. Il voto dei neri venne represso grazie a un uso generalizzato di violenza; i Democratici bianchi ripresero il controllo dei parlamenti statali nel 1876 e il compromesso del 1877 condusse al ritiro delle truppe federali dal Sud l'anno seguente.
Nel corso dei decenni successivi gli atti di violenza continuarono nei periodi di elezioni in tutti gli Stati sudisti tra il 1890 e il 1908. I Democratici bianchi adottarono la segregazione razziale e le leggi Jim Crow per mantenere i neri in uno status sociale di seconda classe; nel corso di questo periodo i linciaggi raggiunsero il loro picco al Sud.
La Florida era lo Stato con il maggior numero di linciaggi pro capite, mentre la Georgia ebbe il maggior numero in assoluto di incidenti tra il 1900 e il 1930, 302 secondo la ricerca della Tuskegee University. I linciaggi raggiunsero il loro culmine in molti settori quando giungeva il momento per i proprietari di terreni di effettuare la chiusura dei conti con i coltivatori mezzadri.
Non esiste un conteggio esatto dei linciaggi registrati, pertanto il loro numero preciso varia a seconda della fonte che si voglia utilizzare, degli anni considerati e della definizione usata per definire un incidente. L'istituto Tuskegee ha registrato in 3 466 neri e 1 297 bianchi le vittime di linciaggio tra il 1882 e il 1968, con un picco annuale verificatosi negli anni 1890, in un periodo di profonda tensione economica per il Sud e di oppressione politica dei neri. Uno studio del 2015 della "Equal Justice Initiative" (EJI) ha trovato che nei dodici Stati sudisti tra il 1877 e il 1950 furono linciati 3 959 uomini, donne e bambini neri; durante questo periodo nella sola Georgia vennero eseguiti 586 linciaggi.
Gli afroamericani resistettero a tali crimini in numerosi modi; gli intellettuali e i giornalisti incoraggiarono l'informazione dell'opinione pubblica, protestando attivamente e facendo opera di lobby contro la violenza omicida dei linciatori e giungendo ad accusare di complicità il governo federale. Vennero prodotte opere letterarie e teatrali contro il linciaggio. La National Association for the Advancement of Colored People (NAACP) e gruppi correlati organizzarono il sostegno alla loro azione d'informazione pubblicando i casi più clamorosi, indagando sugli incidenti e attivandosi per la promulgazione di una legislazione federale.
I circoli afroamericani affiliati al femminismo raccolsero fondi, si attivarono in campagne d'informazione e letterarie, petizioni, incontri e manifestazioni per evidenziare le questioni e combattere il linciaggio. Nel corso della grande migrazione afroamericana, soprattutto dal 1910 al 1940, 1,5 milioni di afroamericani abbandonarono il profondo Sud, con destinazione soprattutto le città settentrionali e medio-occidentali, sia per ottenere migliori posti di lavoro e istruzione sia per sfuggire all'alto tasso di violenza razziale. Dal 1910 al 1930 in particolare, la maggioranza dei neri migrarono proprio a partire dalle contee con un più elevato numero di linciaggi.
Dal 1882 al 1968 vennero depositate al Congresso quasi duecento proposte di legge contro il linciaggio; tre di queste furono approvate dalla Camera; sette presidenti degli Stati Uniti tra il 1890 e il 1952 invitarono il Congresso a promulgare una legge federale. Nessuna legge però riuscì mai a essere promulgata a causa della ferrea opposizione del cosiddetto Solid South, cioè il gruppo di senatori bianchi Democratici degli Stati del Sud.
Durante tutti gli anni 1950 e 1960 i militanti neri del movimento per i diritti civili degli afroamericani vennero ripetutamente aggrediti e uccisi in tutto il Sud; l'assassinio degli attivisti per i diritti civili del Mississippi nel 1964 aumentò grandemente il sostegno pubblico a favore di una legge per i diritti civili, che si concretizzò poco dopo con la legge sui diritti civili del 1964.

## Caratteristiche sociali

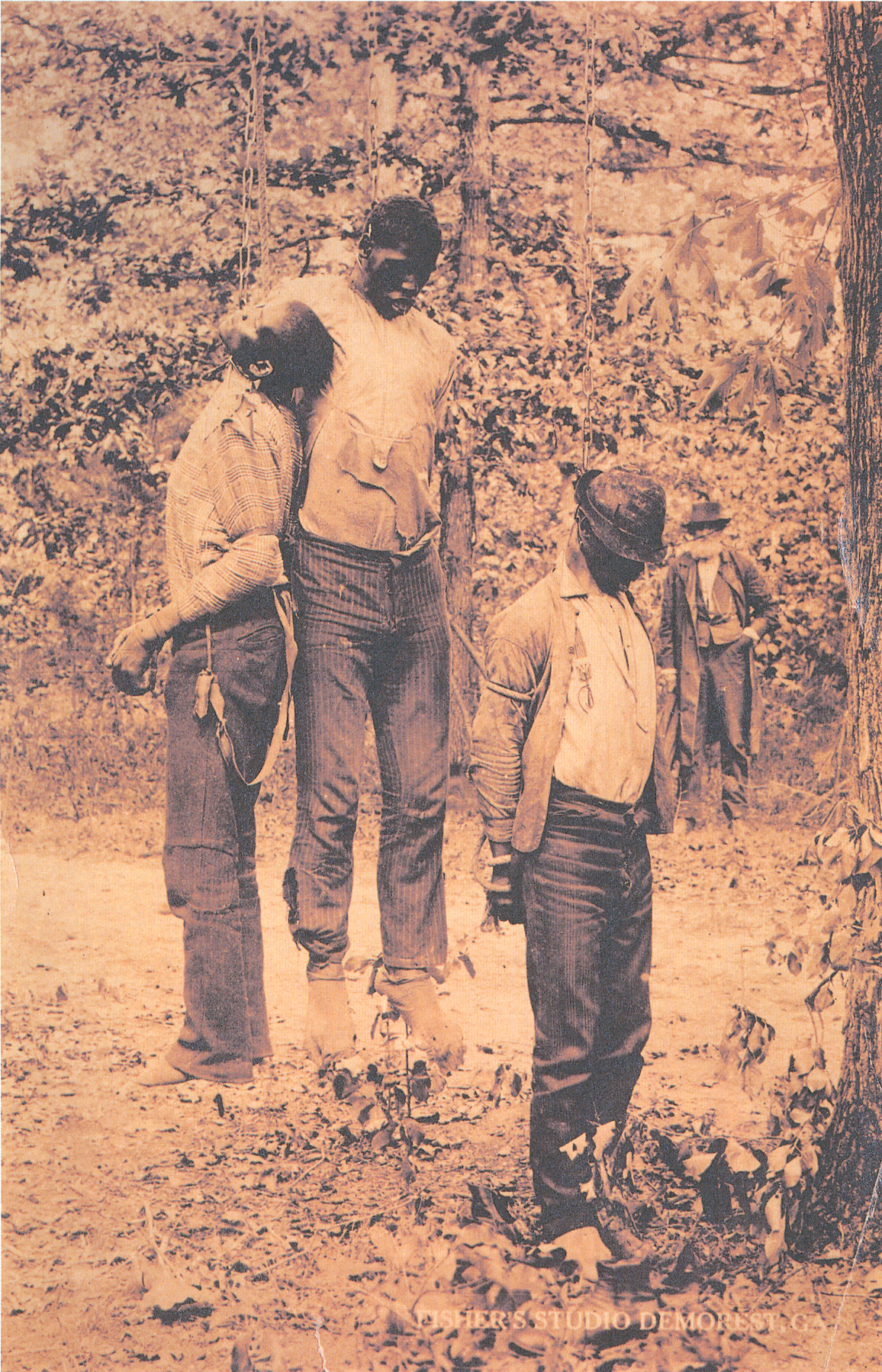
Il linciaggio di Jim Redmond, Gus Roberson e Bob Addison (e uno spettatore); Contea di Habersham. 17 maggio 1892

Durante la guerra civile le unità di guardia confederate a volte linciarono i bianchi Dixie sospettati di essere unionisti o disertori; un esempio di questo fu l'impiccagione del pastore metodista William "Bill" Sketoe a Newton (Alabama) nel dicembre 1864.
Una delle ragioni principali dietro ai linciaggi, specialmente nel Sud, fu il tentativo della società bianca di mantenere la supremazia dopo l'emancipazione degli schiavi a seguito della guerra di secessione (1861-65). Furono punite le presunte violazioni dei "confini razziali", più tardi istituzionalizzati con le leggi Jim Crow e la segregazione razziale. La concorrenza nel mercato del lavoro e nelle attività economiche fu un altro fattore importante; i contadini indipendenti o gli imprenditori furono a volte licenziati o ebbero le loro proprietà distrutte. Nel profondo Sud il numero di linciaggi fu maggiore nelle aree con un'alta concentrazione di neri e quando il malcontento era accresciuto dal deprezzamento del cotone, dall'inflazione, dal dominio del Partito Democratico e dalla concorrenza tra gruppi religiosi.
I bianchi a volte linciarono i neri per un guadagno pecuniario e a volte per stabilire una predominanza in ambito politico o economico; tali atti criminali sottolinearono il nuovo ordine sociale costruito sotto le leggi Jim Crow in quanto contribuirono a creare un senso identitario collettivo tra i bianchi americani; i ruoli sociali ineguali tra bianchi e neri furono imposti e mantenuti attraverso gli atti di violenza.
Nella regione del delta del Mississippi in Louisiana, i linciaggi dei neri aumentarono a partire alla fine del XIX secolo, quando i proprietari di piantagione bianchi tentarono di stabilire un controllo sugli ex schiavi che nel frattempo erano diventati a loro volta proprietari di terreni o coltivatori; il linciaggio ebbe un suo andamento stagionale nel delta, con una frequenza maggiore verso la fine dell'anno, quando i coltivatori e gli affittuari cercavano di chiudere i loro conti annuali.
Nel 1890 la giornalista afroamericana femminista Ida B. Wells condusse una delle prime ricerche approfondite sui casi di linciaggio; trovò che le vittime nere erano accusate di stupro o tentativo di aggressione di una donna bianca per un terzo dei casi, mentre l'accusa più diffusa rimase l'omicidio, consumato o tentato, seguito da un elenco di infrazioni comprendenti aggressione verbale e fisica, concorrenza economica e autonomia di pensiero.

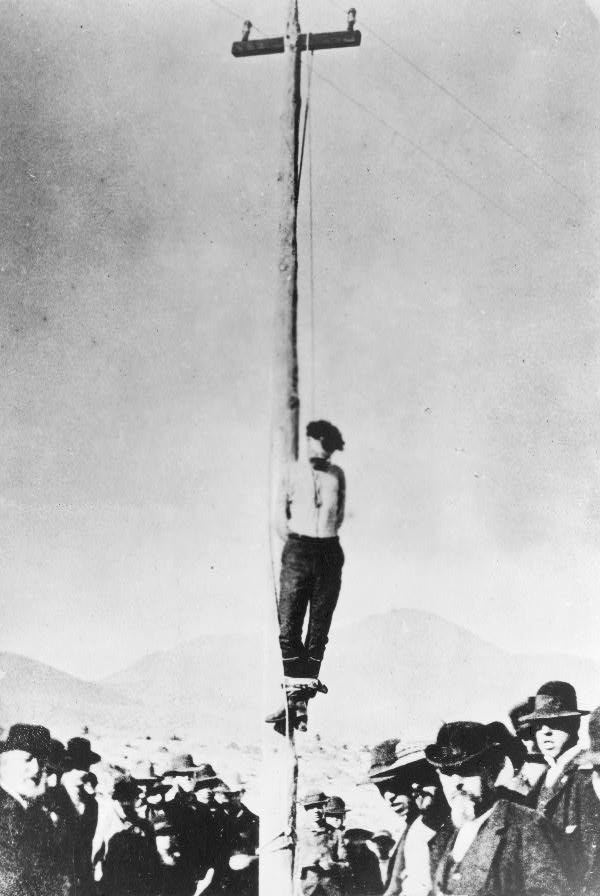
Il cadavere di John Heath appeso a un palo del telegrafo a Tombstone (Arizona) dopo essere stato linciato il 22 febbraio 1884

Solitamente la politica della "legge di Lynch" condusse folle di bianchi a uccidere persone sospettate di crimini o infrazioni casuali. Il linciaggio si verificò anche nelle aree di frontiera occidentali, dov'era assai raro fare ricorso a un tribunale; i "baroni del bestiame" assunsero la legge nelle proprie mani facendo impiccare tutti coloro che presumevano ladri di cavalli o di bestiame. Ciò rimase collegato anche a una lotta di classe.

## Vecchio West
La storia del linciaggio nel West è oggetto di dibattito tra gli storici, oscurata dalla mitologia della Frontiera. Nei territori e negli Stati con insediamenti ancora piuttosto radi, l'applicazione della legge era limitata, spesso amministrata solo dagli appartenenti allo United States Marshals Service, che potevano anche essere a distanze di ore o giorni di viaggio a cavallo.
Era frequente che presunti colpevoli arrestati fossero linciati; il linciaggio non sostituiva un sistema processuale assente o distante, ma rappresentava un sistema alternativo, dominato da una particolare classe sociale o gruppo razziale. Lo storico Michael J. Pfeifer scrive: «Contrariamente all'opinione popolare, i linciaggi che avvenivano nei territori non derivavano dall'assenza o distanza delle forze dell'ordine, ma piuttosto dall'instabilità sociale delle prime comunità e la loro competizione per la proprietà, le predominanza e la definizione dell'ordine sociale».
Con il trattato di Guadalupe Hidalgo del 1848, che pose termine alla guerra messico-statunitense, gli Stati Uniti avevano acquisito dal Messico un territorio molto vasto, pari a circa un terzo degli Stati Uniti di allora, sebbene poco densamente abitato. Nel 1848, al tempo della corsa all'oro della California, vi risiedevano già alcune migliaia di messicani, che vi si erano insediati durante la precedente dominazione spagnola. Questi furono oggetti di intimidazioni e violenze e tra il 1848 e 1860 furono linciati 163 messicani nella sola California.

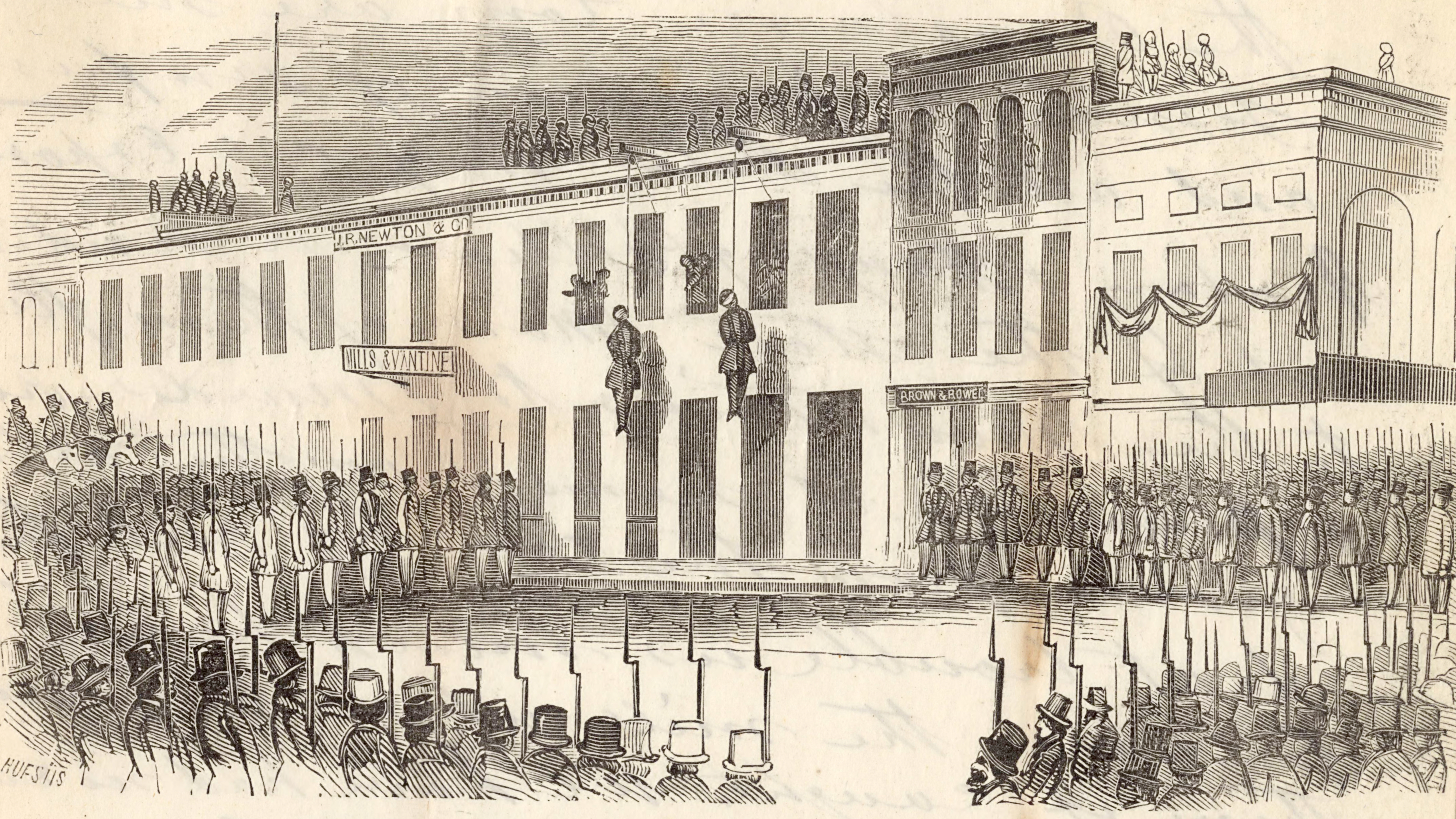
Il linciaggio di Charles Cora e James Casey avvenuto nel 1856 e appoggiato dal "Comitato di vigilanza di San Francisco" (California)

Molti dei messicano-statunitensi nativi che rimasero erano minatori esperti ed ebbero un grande successo nell'estrazione dell'oro; questo suscitò l'animosità dei cercatori bianchi, che cominciarono così a intimidire i minatori messicani con minacce e atti violenti. Il 5 luglio 1851 una folla a Downieville linciò una messicana, Josefa Segovia, accusata di aver ucciso un bianco che aveva tentato di aggredirla dopo essere penetrato in casa sua.
Il "Comitato di vigilanza" (Committee of Vigilance) di San Francisco (fondato nel 1851) è tradizionalmente descritto come una risposta positiva alla corruzione del governo e al crimine dilagante, tuttavia aveva una forte componente nativista. I suoi membri presero inizialmente di mira le attività degli irlandesi e successivamente di cinesi e messicani. Nel 1851 il primo Comitato condusse all'esecuzione di quattro uomini. Un secondo Comitato fu istituito nel 1856 in risposta all'omicidio del giornalista James King of William, rendendosi responsabile dell'impiccagione di quattro uomini, tutti accusati del crimine ma senza alcuna prova processuale. Nel 1871 una folla compì un'incursione nella Chinatown di Los Angeles uccidendo almeno diciotto sinoamericani dopo che vi era stato ucciso un uomo d'affari bianco raggiunto dal fuoco incrociato, durante una sparatoria tra membri della tong.
Un altro episodio ben documentato di violenza è la guerra della contea di Johnson, una disputa per il possesso della terra in Wyoming che vide contrapporsi i grandi proprietari terrieri, che godevano del supporto dei politici repubblicani locali e federali, ai piccoli proprietari terrieri, per lo più democratici. I primi assoldarono mercenari che linciarono i loro oppositori con l'accusa di essere dei ladri di bestiame.

## Periodo della ricostruzione (1865-1877)

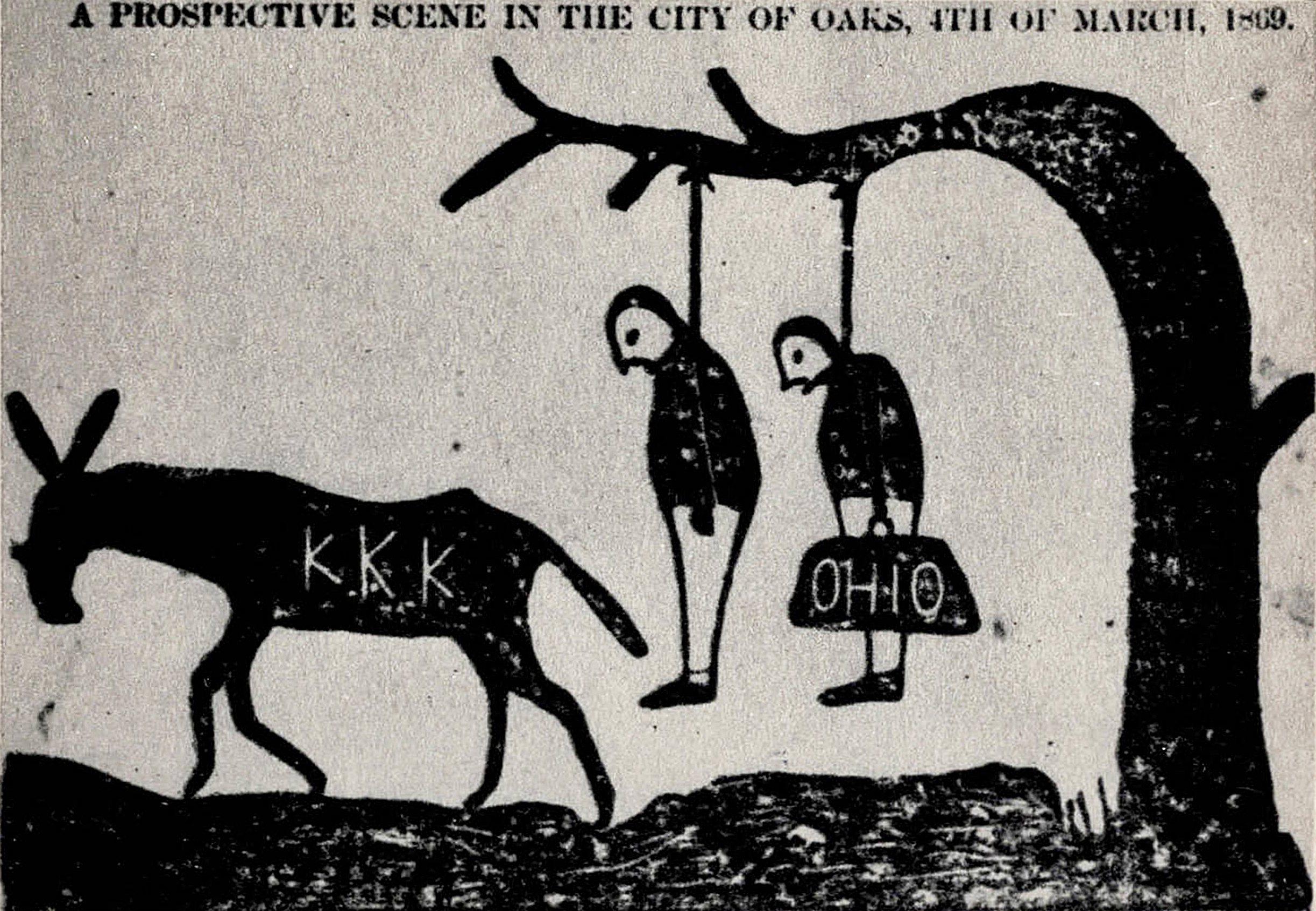
Una vignetta del 1868 pubblicata nel quotidiano The Independent Monitor di Tuscaloosa (Alabama), che minaccia il linciaggio dei carpetbaggers da parte del Ku Klux Klan

Nel Sud degli Stati Uniti, anche prima della guerra di secessione, alcuni abolizionisti erano stati oggetto di linciaggio. Dopo la guerra, questa pratica venne associata particolarmente con il Sud e con il primo Ku Klux Klan, fondato nel 1866.
Le prime pesanti violenze vi ebbero luogo tra il 1868 e il 1871, quando democratici bianchi aggredirono neri e bianchi repubblicani. Ciò non fu il risultato di azioni più o meno spontanee della folla (come sarebbe capitato in seguito), ma derivarono prevalentemente dall'iniziativa dei nascenti gruppi di "vigilanza", quali il Ku Klux Klan. Per impedire la ratificazione delle nuove costituzioni, redatte durante la ricostruzione e quindi con grandi miglioramenti della condizione dei neri, gli oppositori ricorsero a vari mezzi per condizionare il voto, aggredendo gli elettori. Attacchi di stampo terroristico portarono a un massacro durante le lezioni del 1868, con l'omicidio di 1 300 potenziali votanti in vari stati del Sud, dalla Carolina del Sud all'Arkansas.

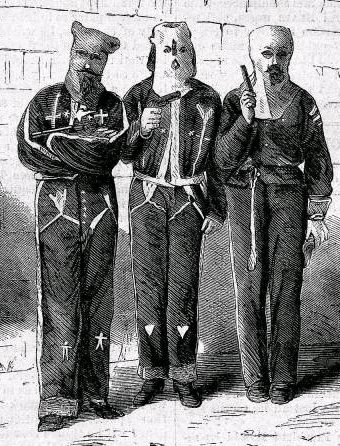
Membri del Ku Klux Klan del Mississippi nei travestimenti in cui furono catturati nel 1872; furono arrestati nella Contea di Tishomingo per tentato omicidio. Incisione su legno dalla fotografia di Harper's Weekly (Biblioteca del Congresso)

Terminata questa fase di violenza politica, la questione razziale divenne nel Sud l'origine della maggior parte dei linciaggi. Vi si può rivedere una rielaborazione in chiave moderna degli slave patrol, le bande di poveri bianchi che sorvegliavano gli schiavi e perseguivano i fuggitivi. Le vittime talvolta venivano uccise, ma più frequentemente venivano frustate per ricordare loro la precedente condizioni di schiavitù. I linciaggi e le intimidazioni prima delle elezioni erano un mezzo al di fuori della legge per far rispettare il precedente sistema di dominanza sociale e il Black Code, che erano stati annullati dal quattordicesimo e quindicesimo emendamento del 1868 e 1870.
Sebbene alcuni Stati intrapresero azioni sanzionatorie contro il Klan, il profondo Sud continuava ad aver bisogno dell'aiuto federale in tale questione; il presidente Ulysses S. Grant e il Congresso approvarono le leggi dette "Enforcement Acts" nel 1870 e subito dopo la legge sui diritti civili del 1871 con l'intenzione di estirpare la violenza del Klan. Queste disposizioni autorizzarono il governo federale a perseguire i crimini commessi e l'utilizzo di truppe armate federali per reprimere e sedare i tentativi di violenza razzista. L'amministrazione iniziò a organizzare processi contro i membri del Klan e introdusse la legge marziale in alcune contee della Carolina del Sud, là dove il Klan era più forte, riuscendo a distruggerlo. L'azione federale vigorosa e l'apparente dissoluzione del Klan ebbero un grande effetto nel ridurre temporaneamente il numero di omicidi commessi contro i neri.
Dalla metà degli anni 1870 in poi la violenza risorse quando organizzazioni paramilitari s'impegnarono in tutto il profondo Sud per impedire con la forza il voto nero e far cambiare direzione politica al Partito Repubblicano. In particolare in Louisiana, in Carolina del Nord e del Sud e in Florida il Partito Democratico si appoggiò principalmente su gruppi paramilitari come i "Knights of the White Camelia" (Cavalieri della camelia bianca), la "White League" (Lega bianca) e le "Red Shirts" (Camicie rosse) con lo scopo di terrorizzare, intimidire e assassinare i repubblicani, sia afroamericani sia bianchi, in un tentativo organizzato di riconquistare il potere.
in Mississippi e nelle due Caroline i gruppi paramilitari delle "Camicie rosse" condussero operazioni di disturbo e violenza durante le elezioni; in Louisiana la "Lega bianca" ebbe numerosi gruppi attivi e tutti perseguirono con forza gli obiettivi dei Democratici di ostacolare e impedire il voto nero. La campagna terroristica continuò a lavorare a pieno regime; nella Contea di Yazoo ad esempio, con una popolazione afroamericana di 12 000 persone, nel 1874 si contarono solo sette voti repubblicani. Nell'anno seguente i Democratici assunsero la maggioranza nell'assemblea legislativa statale del Mississippi.
Una volta che i Democratici riconquistarono il potere, anche altri Stati a maggioranza democratica adottarono il "Mississippi Plan" (1875) per controllare le elezioni presidenziali del 1876 usando milizie armate informali per assassinare leader politici, sconfiggere i gruppi di minoranza della comunità, intimidire e respingere gli elettori e impedire il suffragio e i diritti civili degli afroamericani. Stato dopo Stato i Democratici ripresero il potere: dal 1868 al 1876 vi furono tra i cinquanta e i cento linciaggi all'anno.

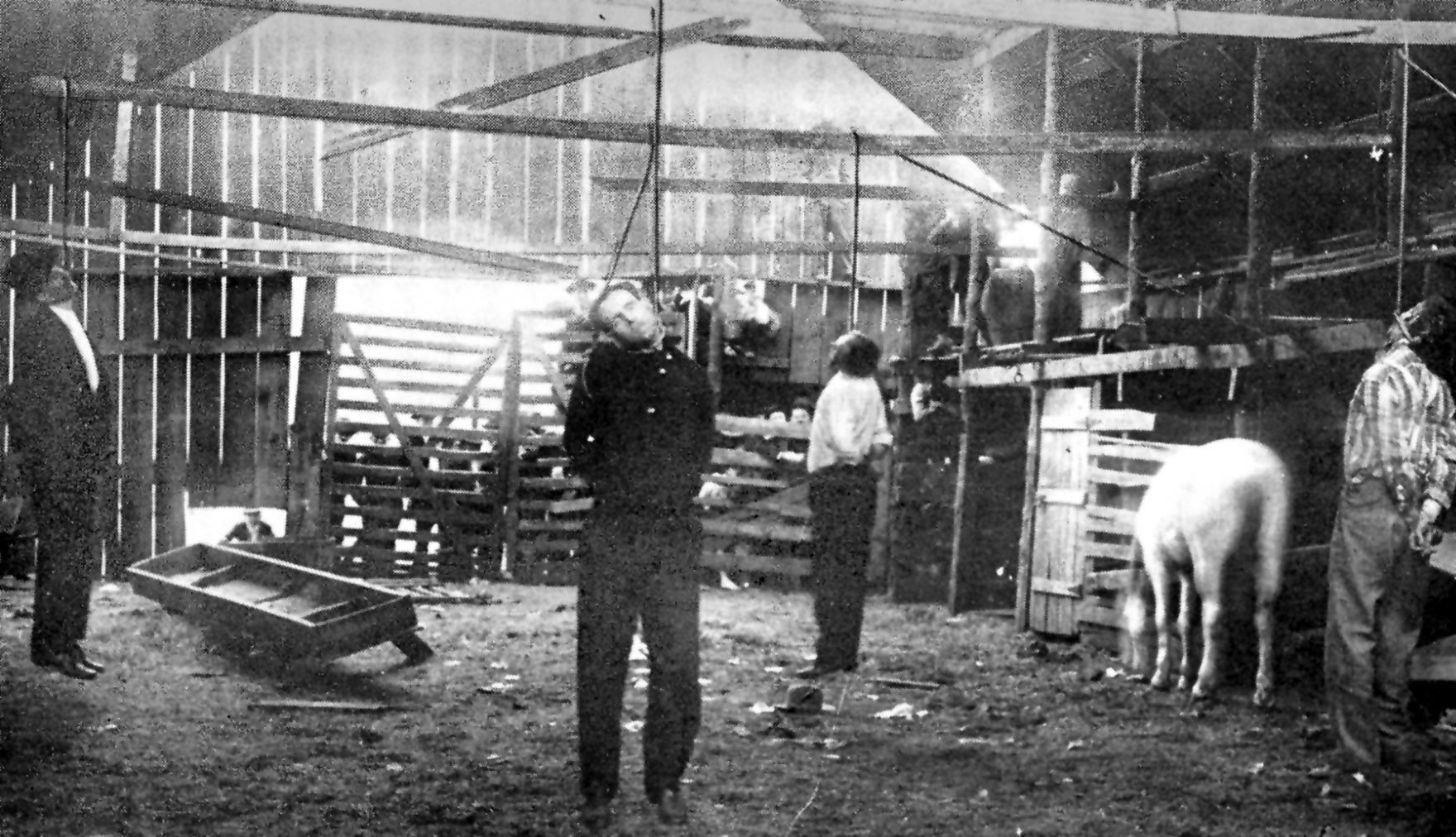
Da sinistra a destra: il linciaggio del "assassino su commissione" Jim Miller (bianco) e di altri tre uomini verificatosi ad Ada (Oklahoma) il 19 aprile 1909

## Privazione dei diritti civili e segregazione (1877-1917)
Dopo aver riconquistato il potere politico alla fine del 1870, i bianchi Democratici aumentarono progressivamente le restrizioni al voto, soprattutto tramite statuti. Dal 1890 al 1908 la maggior parte degli Stati sudisti si diedero nuove costituzioni con ulteriori disposizioni: tasse sulla persona, requisiti minimi di alfabetizzazione e di comprensione e un aumento dei requisiti di residenza. Tutte queste misure tolsero sostanzialmente i diritti elettorali alla maggioranza dei neri e a molti bianchi poveri.
La mancata registrazione nei nuovi elenchi elettorali impedì inoltre agli esclusi di far parte delle giurie popolari, riservate ai cittadini elettori. Tali costituzioni furono contestate anche davanti alla Corte suprema, nel caso Williams contro Mississippi (1898) e successivamente in Giles contro Harris (1903), ma le disposizioni statali rimasero inalterate.

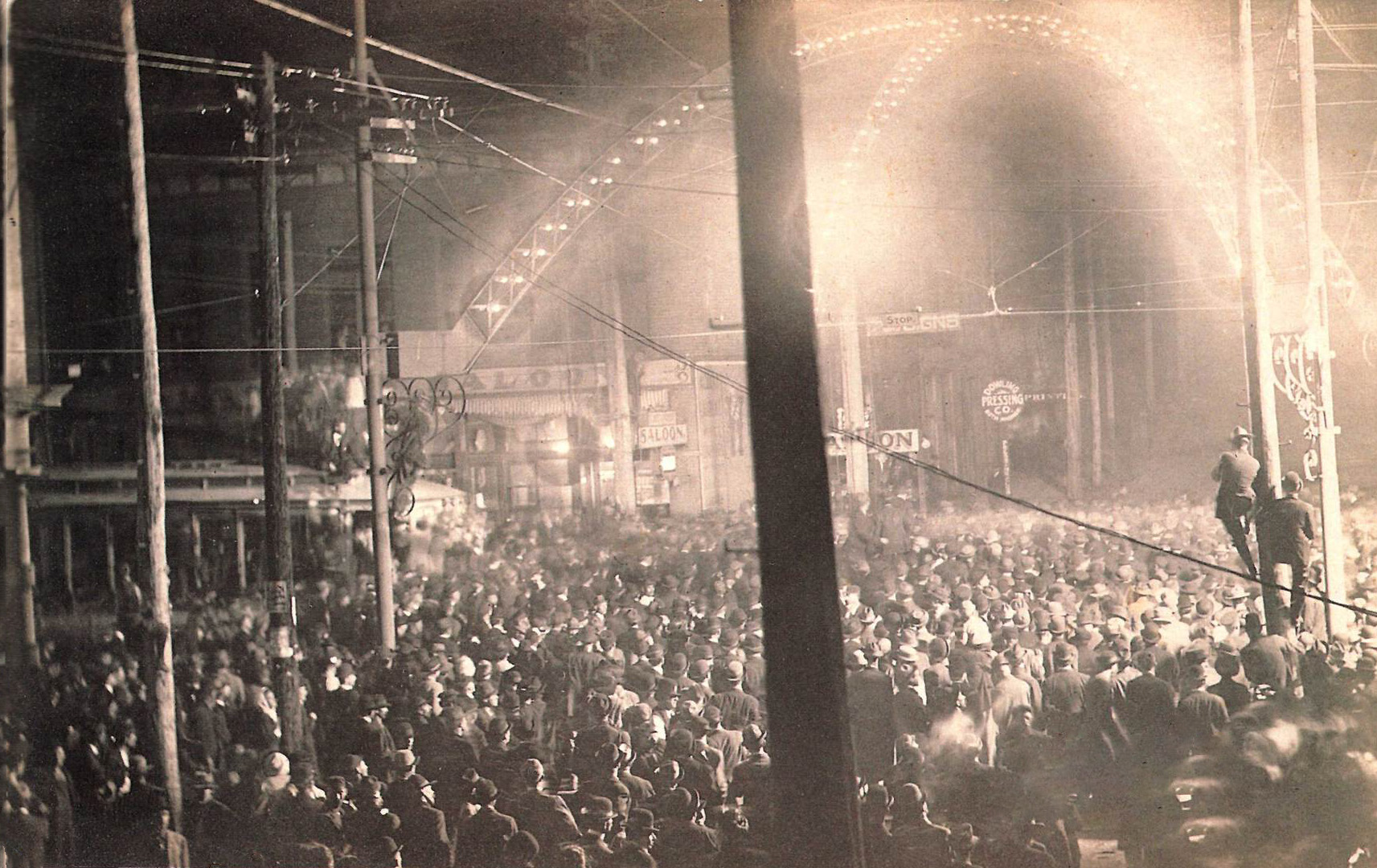
Il linciaggio di Will James (un nero accusato di aver assalito un'adolescente bianca) avvenuto a Cairo (Illinois) l'11 novembre 1909 in mezzo a una folla esultante

La maggior parte dei linciaggi a cavallo tra i due secoli furono per la stragrande maggioranza di afroamericani del Sud. Altre vittime furono gli immigrati bianchi e, negli Stati Uniti sud-occidentali, i latinoamericani. Delle 468 vittime di linciaggio in Texas tra il 1885 e il 1942, 339 erano nere, settantasette bianche, cinquantatré ispaniche e una nativa americana.
Gli omicidi riflettevano le tensioni presenti nel mercato del lavoro e i mutamenti sociali, in quanto i bianchi imponevano le leggi Jim Crow, la segregazione razziale e la supremazia del potere bianco. I linciaggi costituirono anche un indicatore della lunga pressione economica causata dal calo dei prezzi del cotone, così come la depressione finanziaria degli anni 1890 seguita al panico del 1893. in Mississippi ad esempio i linciaggi aumentarono quando i pagamenti per i raccolti dovevano essere distribuiti.

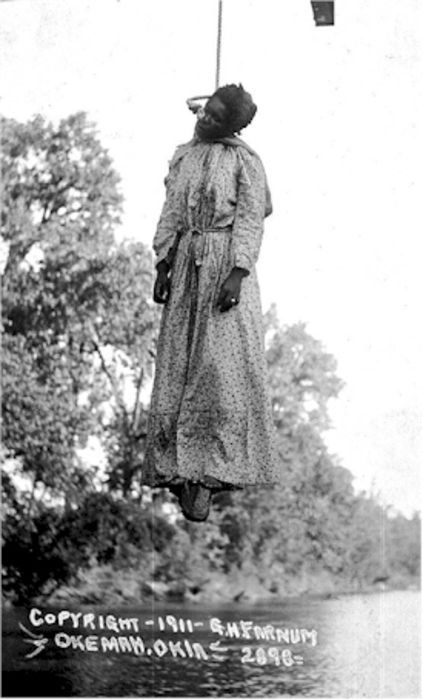
Il linciaggio di Laura Nelson (accusata di furto e omicidio) a Okemah (Oklahoma): 25 maggio 1911. La donna fu rapita assieme al figlio quattordicenne dalla prigione dove si trovava detenuta in attesa di un equo processo.

Tra la fine del XIX secolo e l'inizio del XX, nel delta del Mississippi, si assisté sia all'influenza della "frontiera americana", e quindi alla tendenza al farsi giustizia senza passare per i tribunali, sia a un più specifico tentativo di sottomettere gli afroamericani. Alla fine della guerra di secessione, il 90% della regione era ancora non coltivato; sia i bianchi sia i neri migrarono lì per poter acquistare i terreni nelle campagne incolte. Era un territorio selvaggio, in gran parte boschivo, e privo di strade di accesso. Prima dell'inizio del XX secolo i linciaggi rappresentarono spesso una forma di "giustizia di frontiera" rivolta sia contro i lavoratori di passaggio sia contro quelli residenti. Migliaia di lavoratori vennero fatti arrivare sul delta dai proprietari terrieri per il disboscamento e per la bonifica dei terreni.
I bianchi erano circa il 12 per cento della popolazione locale, ma rappresentarono il 17 per cento delle vittime di linciaggio. Erano spesso accusati di reati contro la proprietà, soprattutto di furto. Di conseguenza, le vittime nere nella "frontiera del Delta" furono percentualmente meno rispetto alla loro popolazione, a differenza che nel resto del profondo Sud: nella metà dei casi accusati di omicidio o tentato omicidio e per il 15% di stupro. Esiste un chiaro andamento stagionale del linciaggio, con i mesi più freddi come i più mortiferi. Il costante deprezzamento del cotone per tutti gli anni 1880 e 1890 accrebbe di molto le pressioni economiche: "da settembre a dicembre si sceglieva e raccoglieva il cotone, e si manifestavano sia i debiti sia gli utili (o le perdite) (...) Sia la conclusione di vecchi contratti o la discussione di nuovi accordi [tra i proprietari e gli inquilini] condussero spesso ad aperti conflitti proprio in questi mesi e, a volte, esplosero in atti di violenza incontrollabile".
Proprio durante l'inverno l'omicidio era citato più frequentemente come causa scatenante del linciaggio. Dopo il 1901, mentre l'economia si riprendeva e un sempre maggior numero di neri divennero affittuari e mezzadri nel delta, le vittime dei linciaggi furono, tranne poche eccezioni, solo afroamericani. La frequenza aumentò dal 1901 al 1908, dopo che i neri subirono la segregazione razziale e la perdita dei diritti civili: "All'inizio del XX secolo le squadre di "vigilanti" del Delta agirono, come prevedibile, congiuntamente al potere bianco".
Numerosi studi, svolti fin dalla metà del XX secolo, trovarono che le seguenti variabili che influenzarono il tasso di linciaggi nel Sud erano: "i linciaggi erano più numerosi dove la popolazione afroamericana era relativamente grande, dove l'economia agricola era basata prevalentemente sul cotone, dove la popolazione bianca era economicamente stressata, dove il Partito Democratico era più forte e dove molte congregazioni religiose cominciarono ad entrare in aperta competizione".

### Altre etnie

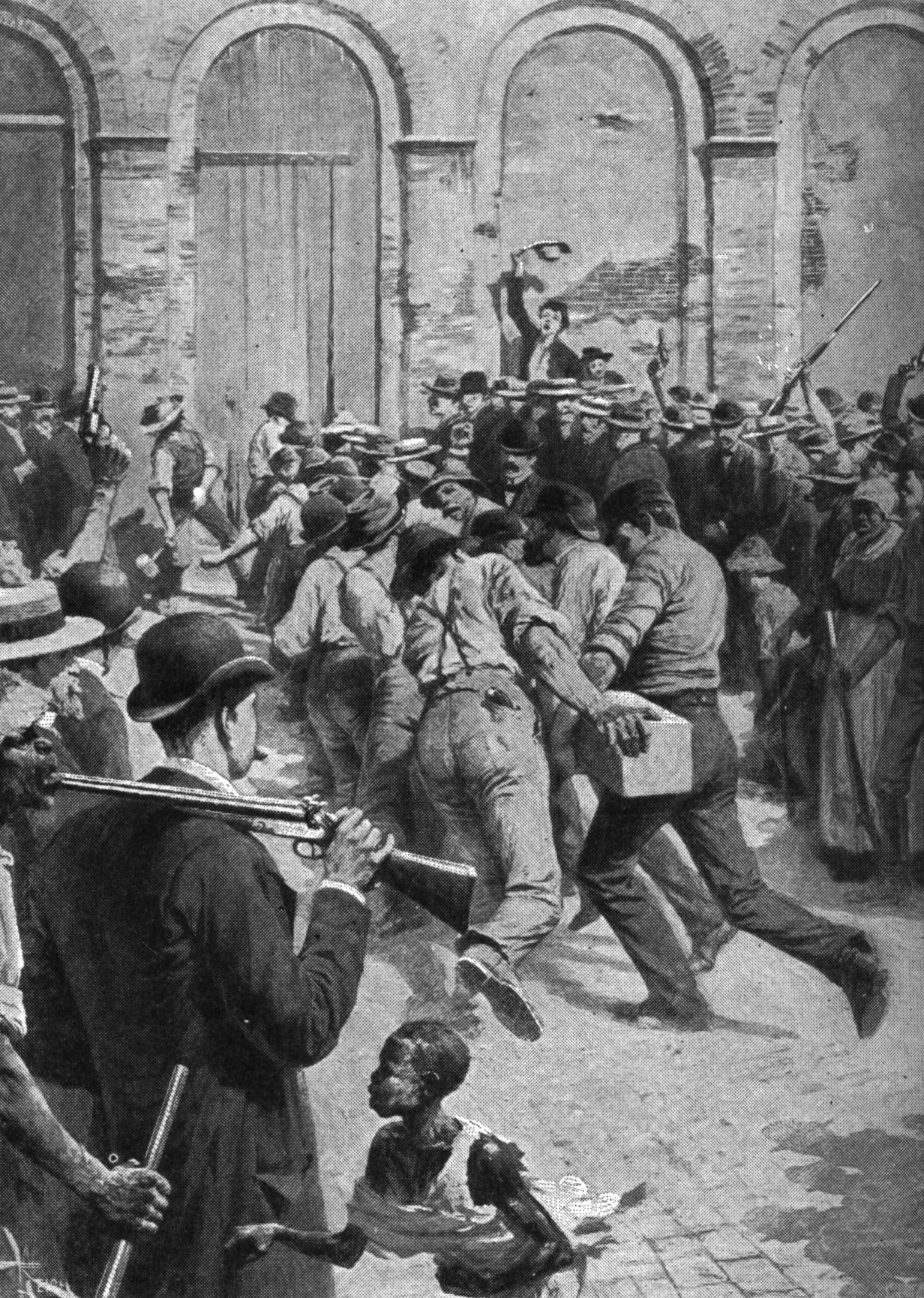
Illustrazione del 1912 che mostra il linciaggio di New Orleans scatenato nel 1891 contro gli italoamericani

A seguito della loro sempre più massiccia immigrazione a partire dalla fine del XIX secolo, gli italoamericani cominciarono a essere assunti nel Sud per mansioni di fatica. Il 14 marzo 1891 undici di questi immigrati italiani vennero linciati a New Orleans per il loro presunto ruolo svolto nell'assassinio di David Hennessy, uno dei capi della polizia cittadina, di origini irlandesi: questo incidente costituisce tutt'oggi uno dei più gravi episodi di linciaggio di massa dell'intera storia statunitense. Nel decennio 1890-1900 venti italiani subirono il linciaggio; anche se la maggior parte di questi avvenne nel Sud, gli italiani non vi rappresentavano la maggioranza degli immigrati né una parte considerevole della popolazione nel suo complesso. Altri episodi isolati di linciaggio di italiani si verificarono nello stato di New York, in Pennsylvania e in Colorado.
In modo particolare nel West le minoranze composte dai cinesi, dagli indo-americani e dagli orientali in generale, assieme ai nativi americani e ai messicani, furono vittime di linciaggio; i crimini commessi contro i messicano-statunitensi negli Stati Uniti sud-occidentali sono stati molto trascurati dalla storiografia ufficiale la quale ha concentrato la maggior parte della propria attenzione sul trattamento degli afroamericani nel Sud.
La Tuskegee University, che ha prodotto le documentazioni più complete, ha registrato le vittime come nero, bianco, cinese e solo occasionalmente come messicano o indiano, ma li ha riuniti in solo due categorie, ovvero "nero" e "bianco", nei conteggi pubblicati: le vittime di linciaggio messicane, cinesi e native americane sono state tutte classificate nella categoria "bianco".
I ricercatori contemporanei hanno stimato in 597 il numero dei messicani linciati tra il 1848 e il 1928, a un tasso di 27,4 linciaggi per ogni 100 000 abitanti tra il 1880 e il 1930; questa cifra è seconda solo a quella della comunità afroamericana, che patì una media di 37,1 linciaggi per ogni 100 000 abitanti nel corso dello stesso periodo.

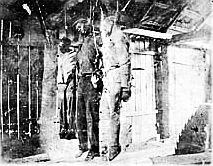
I cadaveri di Ernest Harrison, Sam Reed e Frank Howard appesi a una trave nella segheria di Wickliffe (Kentucky) l'11 settembre 1911

### Applicazione delle "Leggi Jim Crow" (1876-1965)
Dopo il 1876 la frequenza del linciaggio diminuì fino al termine del secolo. I bianchi Democratici avevano ripreso il pieno controllo politico dei parlamenti statali in tutto il Sud; il linciaggio divenne una forma di punizione extragiudiziale utilizzato dalla società nel suo insieme per terrorizzare gli avversari politici liberali. I Repubblicani meridionali tentarono al Congresso di proteggere il diritto di voto dei neri mettendo in campo le truppe federali a sua tutela. Ma l'impegno preso dal Congresso per ratificare la vittoria di Rutherford Hayes, repubblicano dell'Ohio, alle elezioni presidenziali del 1876 (nonostante la sua sconfitta nei voti popolari contro Samuel Tilden) incluse anche la promessa di porre fine alla militarizzazione del Sud. La coalizione dei "Redeemers", molti dei quali erano già stati membri di gruppi paramilitari come "White Cappers", i "Knights of the White Camelia", la "White League" e le "Red Shirts" che sostenevano i bianchi Democratici, usarono la violenza e l'assassinio terroristico per impedire ai neri e ai Repubblicani del Sud di votare, e per poter così riprendere il controllo degli Stati.

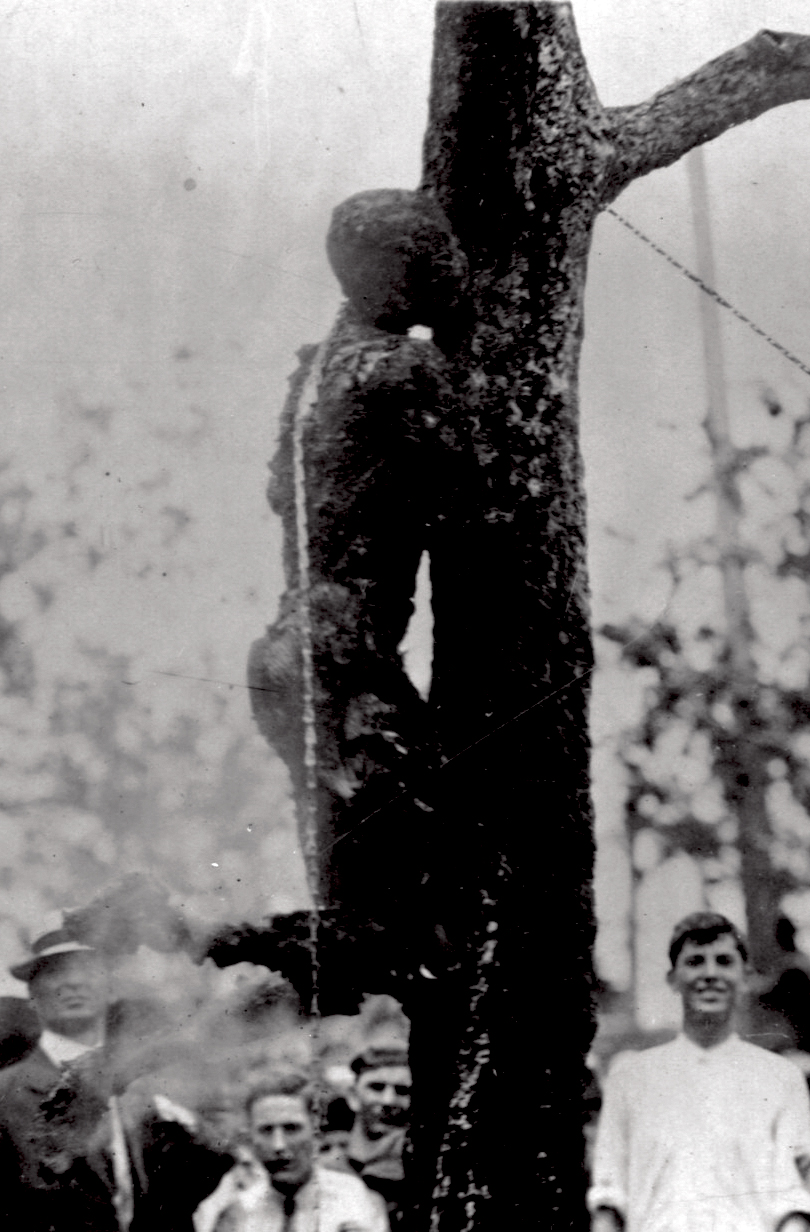
Linciaggio di Jesse Washington: il cadavere penzolante da un albero, dopo essere stato gravemente mutilato e bruciato, in mezzo alla folla compiaciuta. Waco (Texas), 16 maggio 1916

Il linciaggio rappresentò una manifestazione pubblica del potere bianco, oltre che un mezzo per esercitare il controllo sociale; le tensioni razziali ebbero eminentemente basi economiche. Nel tentativo di ricostruire l'economia delle piantagioni i proprietari terrieri si rivelarono ansiosi di controllare la forza lavoro; inoltre la depressione economica si acuì e il deprezzamento del cotone continuò per tutti gli anni 1890. Una forte carenza di manodopera si verificò in molte parti del Sud, soprattutto nel delta fluviale del Mississippi, il quale venne rapidamente trasformato in terreno coltivato. Era difficile trovare lavoratori immigrati; la maggior parte di loro abbandonava appena possibile un lavoro così pesante; i linciaggi si verificavano quando gli agricoltori tentarono di terrorizzare i lavoratori, specialmente quando sopraggiungeva il tempo della paga, e di impedir loro di andarsene.
Più dell'85% dei circa 5.000 linciaggi avvenuti nel periodo dopo la guerra avvennero negli Stati sudisti. A causa della crisi economica e del basso prezzo del cotone, il 1892 rappresentò un anno di punta, con 161 afroamericani linciati; l'applicazione delle leggi Jim Crow a partire dagli anni 1890 completò la ripresa della supremazia bianca in tutto il Sud. Il terrore e il linciaggio furono utilizzati per far rispettare sia le legislazioni ordinarie sia tutta una serie di regole di condotta non scritte intese a sostenere la supremazia bianca. La frequenza dei linciaggi aumentò durante gli anni di carestia e di profonda depressione economica, dimostrando che le tensioni sociali aumentarono la persecuzione delle classi sociali più basse. I ricercatori hanno studiato diversi modelli per determinare le motivazioni dei linciaggi; uno studio sui tassi di linciaggio dei neri nelle contee meridionali tra il 1889 e il 1931 ha trovato una correlazione con la concentrazione di neri in certe zone specifiche del Sud: dove la popolazione nera era più concentrata vi erano anche tassi di linciaggio più alti. Tali aree avevano anche una particolare economia, con un'alta dipendenza dalla coltivazione del cotone.
L'ideologia del linciaggio da parte dei bianchi era direttamente connessa alla negazione dell'uguaglianza politica e sociale e alle paure sessuali degli uomini bianchi; ciò fu ben espresso da Benjamin Tillman, governatore della Carolina del Sud e senatore democratico, quando nel 1900 disse nell'aula del Senato:

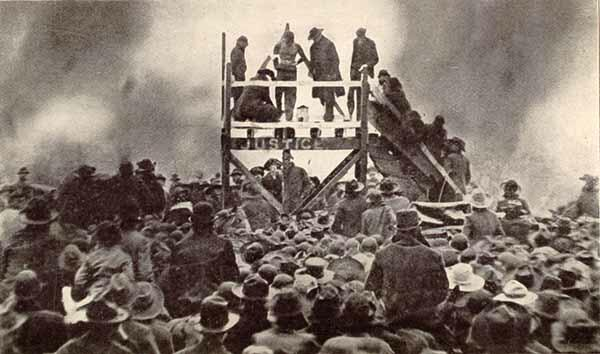
Il linciaggio pubblico del diciassettenne afroamericano Henry Smith nel 1893 a Paris (Texas)

Henry Smith, un adolescente tuttofare afroamericano con problemi di alcolismo, venne accusato di aver ucciso Myrtle Vance, figlia di tre anni di un poliziotto texano, e divenne così una delle vittime più note della "legge di Lynch", a causa della ferocia dell'aggressione e del particolare accanimento che si usò contro di lui. Fu linciato a Paris (Texas) nel 1893 dopo che il poliziotto lo aveva assalito; Smith non fu mai giudicato da un legittimo tribunale. Una folla enorme si radunò per assistere al linciaggio, come era allora uso comune, in uno stile da esecuzione pubblica. Venne incatenato a una piattaforma di legno, subendo per cinquanta minuti una tortura con sbarre di ferro incandescente e bruciato vivo, mentre più di 10 000 spettatori applaudirono.
La stragrande maggioranza dei partecipanti alla folla assassina dei linciatori non è mai stata condannata dai tribunali locali e molto raramente perseguita o processata. Verso la fine del XIX secolo le giurie popolari nella maggior parte degli Stati Uniti meridionali erano composte esclusivamente da bianchi perché gli afroamericani erano stati esclusi e segregati dal voto e solo i votanti registrati potevano essere giurati. Spesso le giurie non lasciarono mai proseguire l'inchiesta oltre i primi accertamenti.
Taluni casi si verificarono anche nel Nord. Nel 1892 un ufficiale di polizia a Port Jervis (New York) provò a impedire il linciaggio di un uomo nero che era stato accusato di aver assalito una donna bianca; la folla inferocita reagì mettendo un nodo scorsoio intorno al collo del poliziotto per intimidirlo e uccise il nero accusato. Anche se all'inchiesta l'ufficiale riuscì a identificare otto delle persone che avevano partecipato al linciaggio, incluso l'ex capo della polizia, la giuria stabilì che l'omicidio era stato compiuto "da una o più persone rimaste sconosciute".

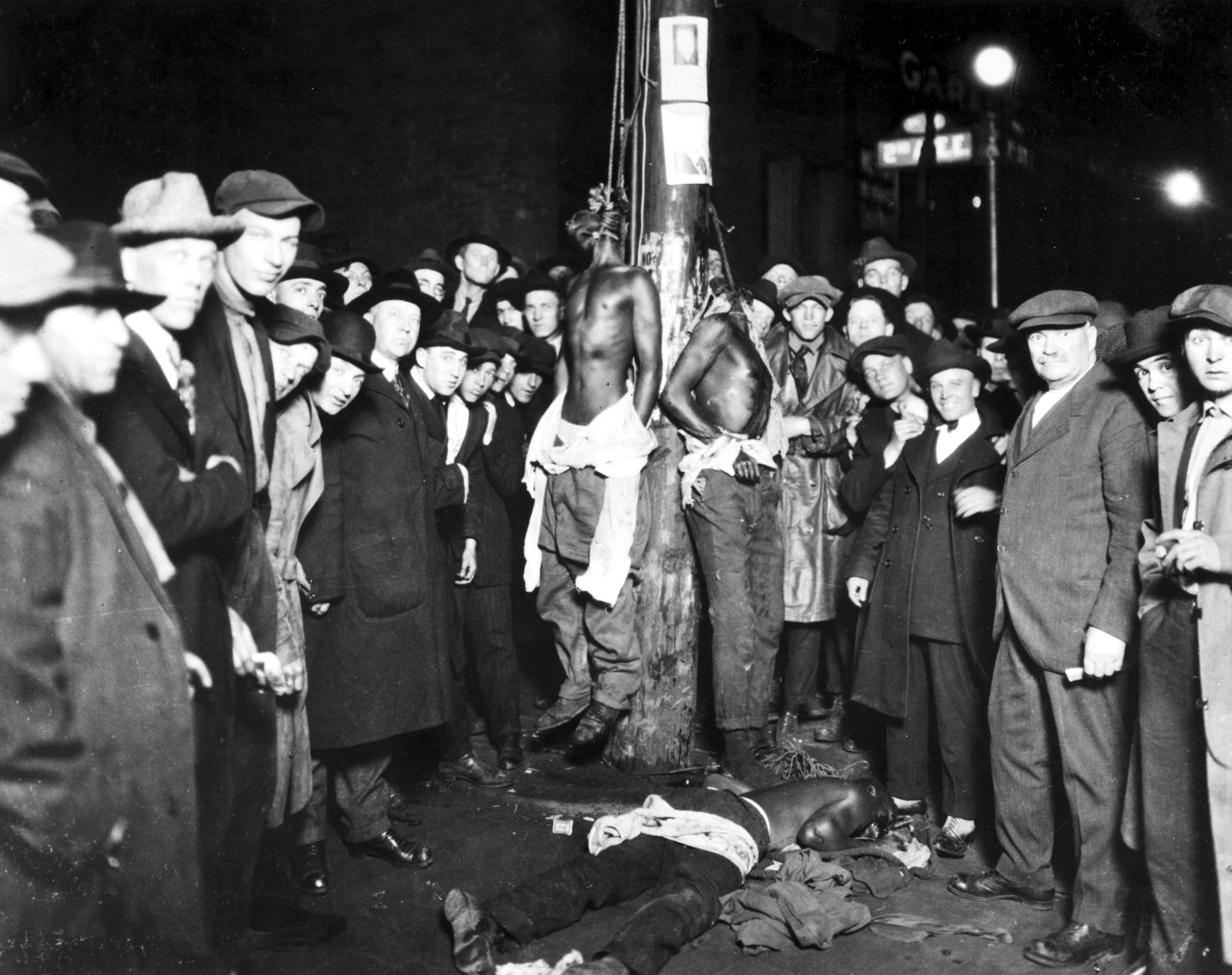
Linciaggio di Duluth del 1920. Cartolina commemorativa che mostra la folla soddisfatta in mezzo ai tre afroamericani impiccati a Duluth (Minnesota) il 15 giugno 1920.

A Duluth (Minnesota), il 15 giugno 1920 tre giovani operai afroamericani di un circo itinerante vennero linciati dopo essere stati accusati di aver violentato una donna bianca ed essere stati imprigionati in attesa di un'audizione della giuria; l'esame medico non trovò alcuna prova di stupro o aggressione sessuale. Il presunto "motivo" e l'azione seguente condotta dalla folla omicida furono pienamente coerenti con il modello di "polizia comunitaria". Il libro The Lynchings in Duluth (2000) di Michael Fedo ha documentato con esattezza gli eventi.
Sebbene la retorica che circondò i linciaggi suggerì spesso il desiderio di protezione della "virtù" e della sicurezza delle donne bianche, le azioni fondamentalmente nacquero sempre dai tentativi dei bianchi americani di mantenere il dominio in una società in rapida evoluzione e dalle loro paure nei confronti degli inevitabili cambiamenti sociali. Le vittime furono i capri espiatori della folla di "razza bianca" intenta ferocemente a controllare l'agricoltura, il lavoro e l'istruzione, nonché una reazione alle sollecitazioni economiche durante le crisi quando i prezzi del cotone diminuirono drasticamente.
Secondo un articolo della rivista Time del 2 aprile 2000:

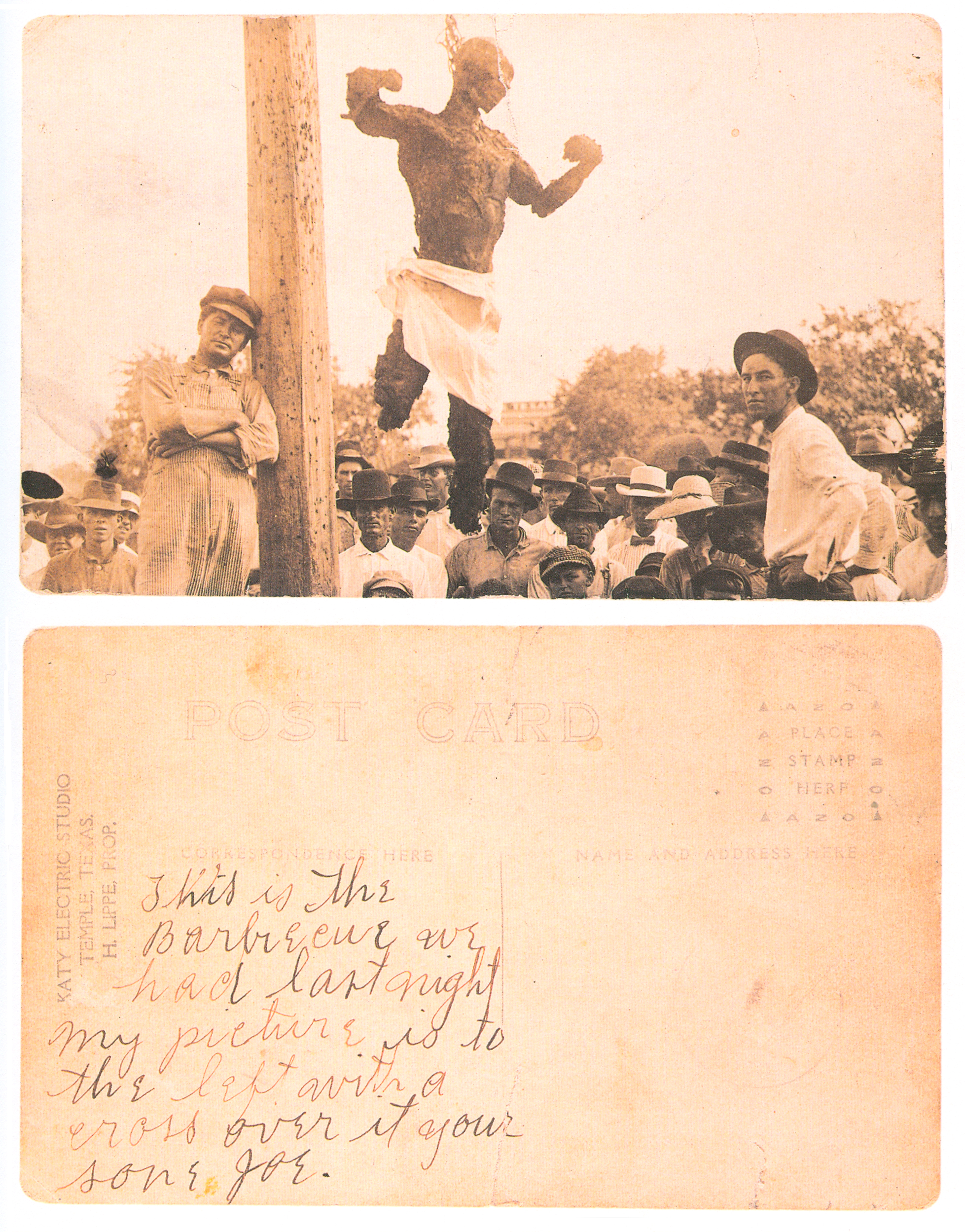
Linciaggio di Will Stanley, avvenuto a Temple mutilato e bruciato (Texas) il 29-30 luglio 1915

## Registrazioni fotografiche e cartoline ricordo
Con l'inizio del XX secolo il linciaggio divenne un evento fotografico; la gente cominciò a inviare cartoline con le immagini dei linciaggi a cui aveva assistito. Un giornalista della rivista Time nel 2000 notava che:

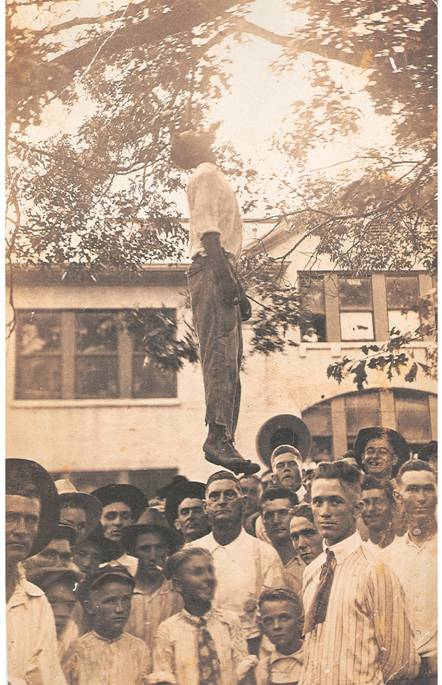
Cartolina ricordo del linciaggio del sedicenne Lige Daniels avvenuto a Center (Texas), il 3 agosto 1920

Nel periodo post-ricostruzione in tutto il Sud le foto dei linciaggi vennero stampate per vari scopi, tra cui farne cartoline postali, immagini per i giornali e "ricordi dell'evento". Generalmente tali immagini rappresentarono una vittima afroamericana e parte della folla che aveva assistito o partecipato all'assassinio; tra gli spettatori si inclusero spesso anche donne e bambini. Ma anche così gli autori dei crimini non vennero mai né identificati né tanto meno perseguiti; a uno di questi episodi criminali si dice che abbiano presenziato più di 15 000 persone.
Spesso la volontà di linciare fu pubblicizzata sui giornali prima dell'evento, così da dare ai fotografi la possibilità di giungere in anticipo per preparare le proprie attrezzature; dopo i linciaggi i fotografi potevano vendere le proprie immagini come illustrazioni e cartoline, con prezzi fino a 50 centesimi al pezzo.
Anche se alcune delle fotografie vennero vendute come semplici stampe, altre contennero anche didascalie; queste riportavano semplici dettagli, come l'ora, la data e le ragioni del linciaggio, oppure invettive o poesie con commenti razzisti o altrimenti minacciosi. Un esempio di ciò è dato da una cartolina allegata al poemetto spiritual-religioso Dogwood Tree, che dice: "il nero ora/con grazia eterna/deve imparare a rimanere nel posto del nero./Nel Sud soleggiato, la terra del Libero, la SUPREMAZIA BIANCA durerà per sempre".

Sei uomini afroamericani linciati nella Contea di Lee, in Georgia, il 20 gennaio 1916

Tali cartoline con retorica esplicita vennero tipicamente fatte circolare in privato o inviate dentro una busta sigillata. Altre volte tali immagini inclusero semplicemente la parola "AVVERTIMENTO".
Nel 1873 fu promulgata la prima legge Comstock, che vietò la pubblicazione di "materiale osceno e la sua circolazione attraverso il mezzo postale"; nel 1908 venne aggiunta la sezione 3893 la quale affermava che il divieto includeva anche materiale "tendente a incitare l'incendio doloso, la tortura e l'omicidio". Anche se non si vietò esplicitamente la diffusione di foto o cartoline dei linciaggi, vennero proibiti i testi e le poesie esplicitamente razziste scritte in alcune di queste stampe. Secondo alcuni tali testi furono ritenuti più facilmente attaccabili e portarono alla loro rimozione dalla posta, più della foto stessa, poiché il testo rendeva "troppo esplicito ciò che doveva invece rimanere implicito nei linciaggi" (ossia il razzismo). Alcune città s'imposero un'autocensura sulle foto dei linciaggi, ma la sezione 3893 fu la prima tappa che condusse verso una censura nazionale. Nonostante l'imposizione di divieto, la distribuzione di fotografie e cartoline proseguì; sebbene non venissero vendute apertamente, la censura rimase ignorata quando la gente inviò il materiale in busta chiusa o avvolto da una copertina postale. In Without Sanctuary (2000), un libro che raccoglie 145 "cartoline ricordo" dei linciaggi composto da James Allen, il Premio Pulitzer per la storia Leon Litwack ha scritto:

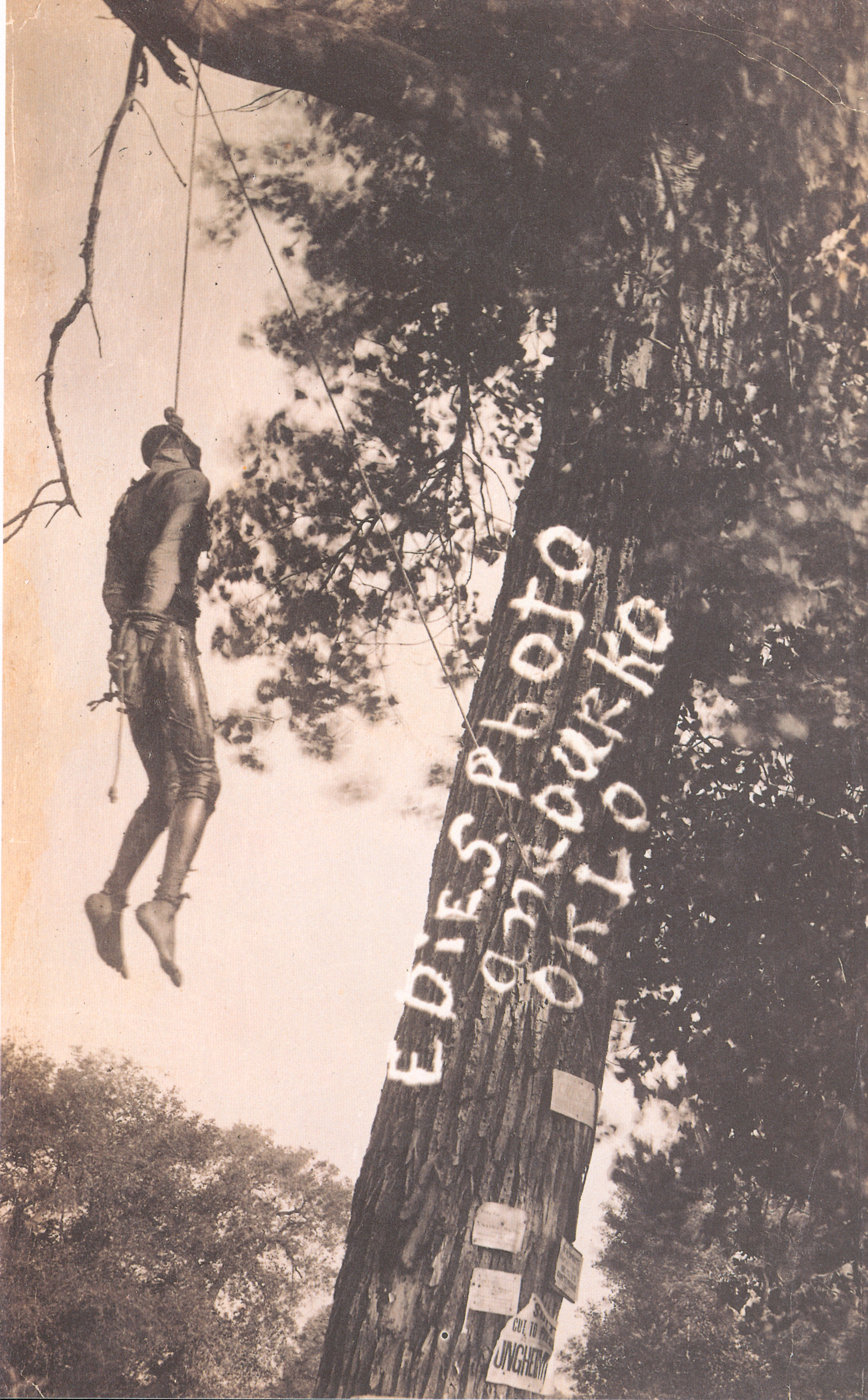
Il linciaggio di Bennie Simmons, imbevuto di olio di catrame prima di essere dato alle fiamme. 13 giugno 1913, Anadarko (Oklahoma)

### Resistenza
Gli afroamericani emersero dalla guerra di secessione americana con l'esperienza politica e la statura per resistere gli attacchi omicidi, ma la segregazione razziale e l'imposizione delle leggi Jim Crow in tutto il Sud fino a oltre la metà del XX secolo li esclusero in una maniera che sembrò essere definitiva sia dal sistema politico sia da quello giudiziario. Le organizzazioni di appoggio compilarono statistiche e pubblicizzarono le atrocità commesse, oltre all'impegno a favore dei diritti civili e per la promulgazione di una legge federale contro il linciaggio.
Fin dai primi anni del 1880 il Chicago Tribune pubblicò le statistiche dei linciaggi con resoconti annuali; questo lavoro fornì la fonte principale delle raccolte di documentazione della Tuskegee University. Il linciaggio fu una pratica che continuò fino al 1968.
Già nel 1892 la giornalista afroamericana ed esponente di punta del femminismo Ida B. Wells rimase letteralmente sconvolta quando tre suoi amici di Memphis furono linciati; il negozio di alimentari di cui erano proprietari aveva fatto concorrenza con successo a un negozio di proprietà bianca. Indignata, Wells iniziò una campagna globale contro il linciaggio che ebbe il merito di accrescere la consapevolezza di questi crimini. Fece anche un'indagine sui linciaggi e rovesciò l'idea comune che li voleva basati su presunti crimini sessuali commessi dai neri; scoprì invece che si trattava molto più di un tentativo di sopprimere i neri che potevano oramai competere economicamente con i bianchi. Come risultato della sua opera di informazione, le donne nere iniziarono ad attivarsi nella crociata contro il linciaggio, spesso nella forma di associazioni per la raccolta di fondi per pubblicizzare gli abusi. Quando si costituì la National Association for the Advancement of Colored People (NAACP) nel 1909, Wells entrò a far parte della sua leadership multirazziale: la NAACP iniziò così a pubblicare le statistiche dei linciaggi dalla sede a New York.
Nel 1898 il giornalista afroamericano Alexander Manly, di Wilmington (Carolina del Nord), contestò direttamente le idee popolari sul linciaggio in un editoriale del suo quotidiano The Daily Record; osservò che vi erano relazioni consensuali tra donne bianche e uomini neri, e che molti di questi ultimi avevano padri bianchi. I suoi riferimenti alla mescolanza razziale sollevarono il velo della negazione e del rifiuto; i bianchi si sentirono oltraggiati e una folla di delinquenti distrusse la sede del giornale, scacciò i leader neri dalla città e ne uccise molti altri rovesciando, in un'autentica insurrezione armata, il governo repubblicano bi-razziale, guidato da sindaco bianco e una giunta a maggioranza bianca. Manly fu costretto a fuggire e a rifugiarsi a Filadelfia.
Nel 1903 il principale scrittore dell'Ohio, Charles W. Chesnutt, pubblicò il suo articolo intitolato Disfranchisement of the Negro; esso descrisse in dettaglio tutti gli abusi contro i diritti civili perpetrati dai bianchi americani: tutti gli Stati sudisti approvarono leggi e costituzioni che nella loro essenza discriminavano fortemente i neri dal tessuto civile della società, escludendoli dal sistema politico. Chesnutt pubblicizzò la necessità di radicali cambiamenti nel Sud; molti altri scrittori ne seguirono l'esempio facendo appello al pubblico letterato.
Nel 1904 Mary Church Terrell, prima presidente della "National Association of Colored Women's Clubs" (NACWC), pubblicò un articolo nell'influente rivista North American Review per rispondere al Dixie Thomas Nelson Page (futuro ambasciatore in Italia); analizzò e confutò, con dati alla mano, il suo tentativo di giustificazione del linciaggio come risposta alle immaginarie aggressioni sessuali compiute da uomini neri su donne bianche. Teller mostrò come i tentativi alla Page avessero cercato di razionalizzare le reazioni bestiali delle folle bianche, che assai raramente fondavano il loro odio razziale sulle accuse di aggressione.
Nel gennaio del 1912 il linciaggio di una donna e di tre uomini neri avvenuta a Hamilton (Georgia), sede della contea di Harris, attirò l'attenzione nazionale della stampa, che espresse un sentimento di offesa. Dusky Crutchfield, Eugene Harrington, Burrell Hardaway e Johnnie Moore erano stati trattenuti dalla polizia per essere interrogati sulla morte di un proprietario terriero bianco; non furono mai neppure arrestati e si accertò in seguito la loro completa estraneità ai fatti.

### Grande migrazione
In quello che è stato interpretato come un atto di resistenza di massa, decine di migliaia di afroamericani abbandonarono il Sud ogni anno, soprattutto dal 1910 al 1940, alla ricerca di posti di lavoro e di migliori condizioni di vita nelle città industriali degli Stati Uniti d'America nord-orientali e di quelli del Midwest in un enorme movimento che è stato battezzato "grande migrazione afroamericana".
Più di un milione e mezzo di persone si spostò verso Nord; rifiutarono di vivere sotto le regole della segregazione e la continua minaccia della violenza e molti di loro riuscirono ad assicurare una migliore istruzione e un futuro sia per sé stessi sia per i propri figli, adattandosi alle esigenze drasticamente diverse delle città industriali. Società come la Pennsylvania Railroad e le industrie di trasformazione della carne di Chicago e Omaha (Nebraska) assunsero massicciamente i migranti. Nel 1923 la "Pennsylvania Railroad" aveva assunto 10 000 uomini neri provenienti dalla Florida e dalla Georgia per lavorare nei loro cantieri e ferrovie in piena espansione.

### Azione federale contrastata dal "Solid South"
Tra il 1896 e il 1900 la Camera dei rappresentanti a maggioranza repubblicana agì in più di trenta casi nel tentativo di annullare i risultati elettorali in tutti quegli Stati sudisti in cui la Commissione per le elezioni della Camera aveva concluso che "gli elettori neri erano stati esclusi a causa i frodi, violenze o intimidazioni". Tuttavia, questi tentativi si spensero dopo il 1900 poiché i Democratici ottennero infatti la maggioranza; tutti gli Stati meridionali avevano delegazioni solidamente nelle mani dei Democratici.

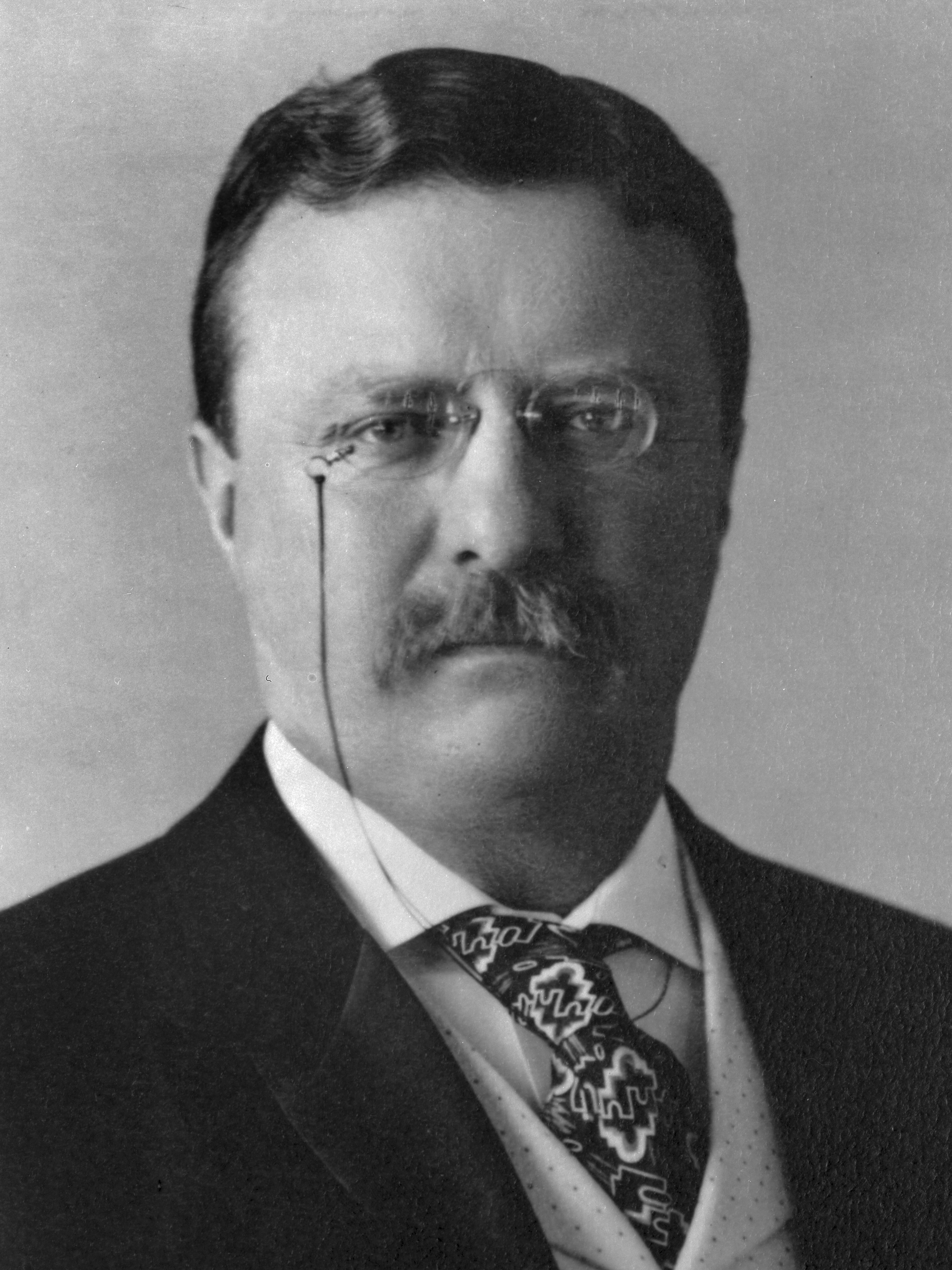
Il presidente Theodore Roosevelt fu uno dei più noti politici contro il linciaggio

Il presidente Theodore Roosevelt (1901-1909) rese delle dichiarazioni pubbliche fortemente contro il linciaggio nel 1903, dopo l'omicidio di George F. White avvenuto in Delaware, e nel suo sesto Discorso sullo stato dell'Unione nel 1906. Quando il presidente insinuò che il linciaggio venisse praticato nelle Filippine, i senatori del Sud (tutti bianchi democratici) dimostrarono il proprio potere di ostruzionismo durante l'esame della legge Philippines Bill. Nel 1903 Roosevelt si astenne dal commentare il linciaggio durante le sue campagne politiche al Sud.
Roosevelt pubblicò una lettera scritta al governatore dell'Indiana Winfield T. Durbin nell'agosto del 1903 che dichiarava:
Durbin aveva utilizzato con successo la Guardia nazionale per disperdere i linciatori; egli affermò pubblicamente che un qualsiasi afroamericano accusato di omicidio aveva il pieno diritto a un processo equo. Gli sforzi compiuti da Roosevelt gli costarono il sostegno politico tra i bianchi, specialmente nel Sud; le minacce contro di lui aumentarono tanto che lo United States Secret Service gli rinforzò la scorta con numerose guardie del corpo.

## Dalla prima alla seconda guerra mondiale

### Atti di resistenza
Gli scrittori afroamericani utilizzarono il loro talento in numerosi modi per attirare l'attenzione e per protestare contro il linciaggio. Nel 1914 la giornalista e insegnante Angelina Weld Grimké aveva scritto il dramma Rachel, messo in scena per la prima volta nel 1916, in cui trattava della violenza razziale. Nel 1915 William Edward Burghardt Du Bois, noto studioso e capo della NAACP di recente costituzione, richiese più drammi di autori neri.
Le drammaturghe afroamericane risposero in maniera vigorosa scrivendo ben dieci delle quattordici opere contro il linciaggio messe in scena tra il 1916 e il 1935; la NAACP istituì un "Comitato Drammatico" per incoraggiare tale lavoro. Inoltre la Howard University, la principale università storicamente nera, istituì un reparto teatrale nel 1920 per incoraggiare i drammaturghi afroamericani. A partire dal 1924 le maggiori pubblicazioni della NAACP, Crisis e Opportunity, ospitarono concorsi per incoraggiare la produzione letteraria nera.

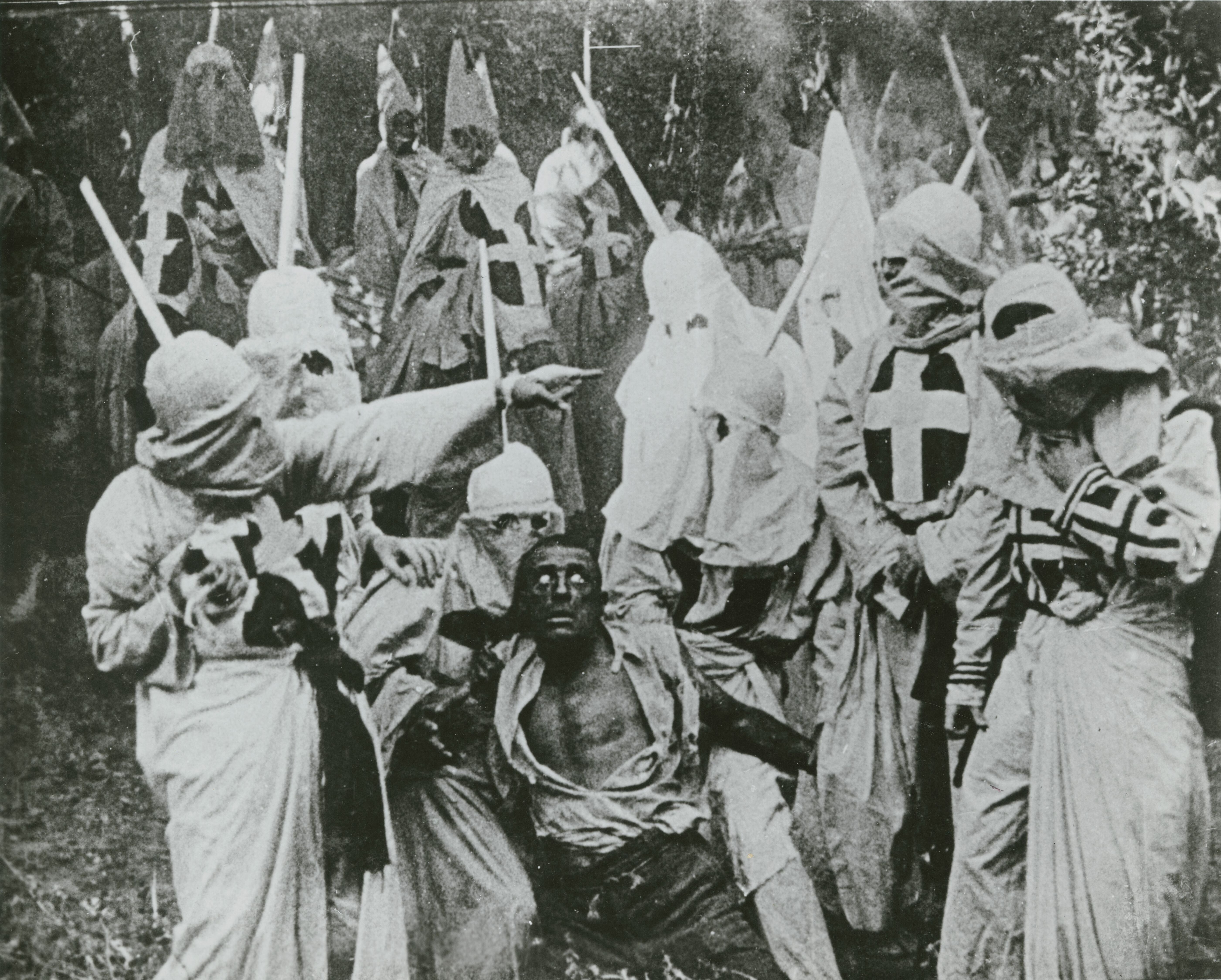
Una scena del film del 1915 Nascita di una nazione, che mostra il personaggio afroamericano Gus (interpretato dall'attore bianco Walter Long in blackface), mentre sta per essere ucciso dal Ku Klux Klan

### Nuovo Klan
Nel 1915 tre eventi fondamentali evidenziarono le tensioni razziali e sociali presenti: la distribuzione del film muto di David Wark Griffith intitolato Nascita di una nazione; il linciaggio di Leo Frank, gestore ebreo americano di una fabbrica, avvenuto a Marietta in Georgia; la rinascita del Ku Klux Klan nei pressi di Atlanta.
Il film di Griffith del 1915 glorificò l'originale Klan come associazione per la protezione delle donne del Sud durante l'era della ricostruzione, che rappresentò come un momento di violenza e di degrado, a seguito dell'interpretazione storica datane dalla Dunning School. La pellicola suscitò grandi controversie; risultò assai popolare tra i bianchi del Sud, venne invece attaccata dalla NAACP e da altri gruppi dei diritti civili il che portò alla sua proibizione in alcune città.

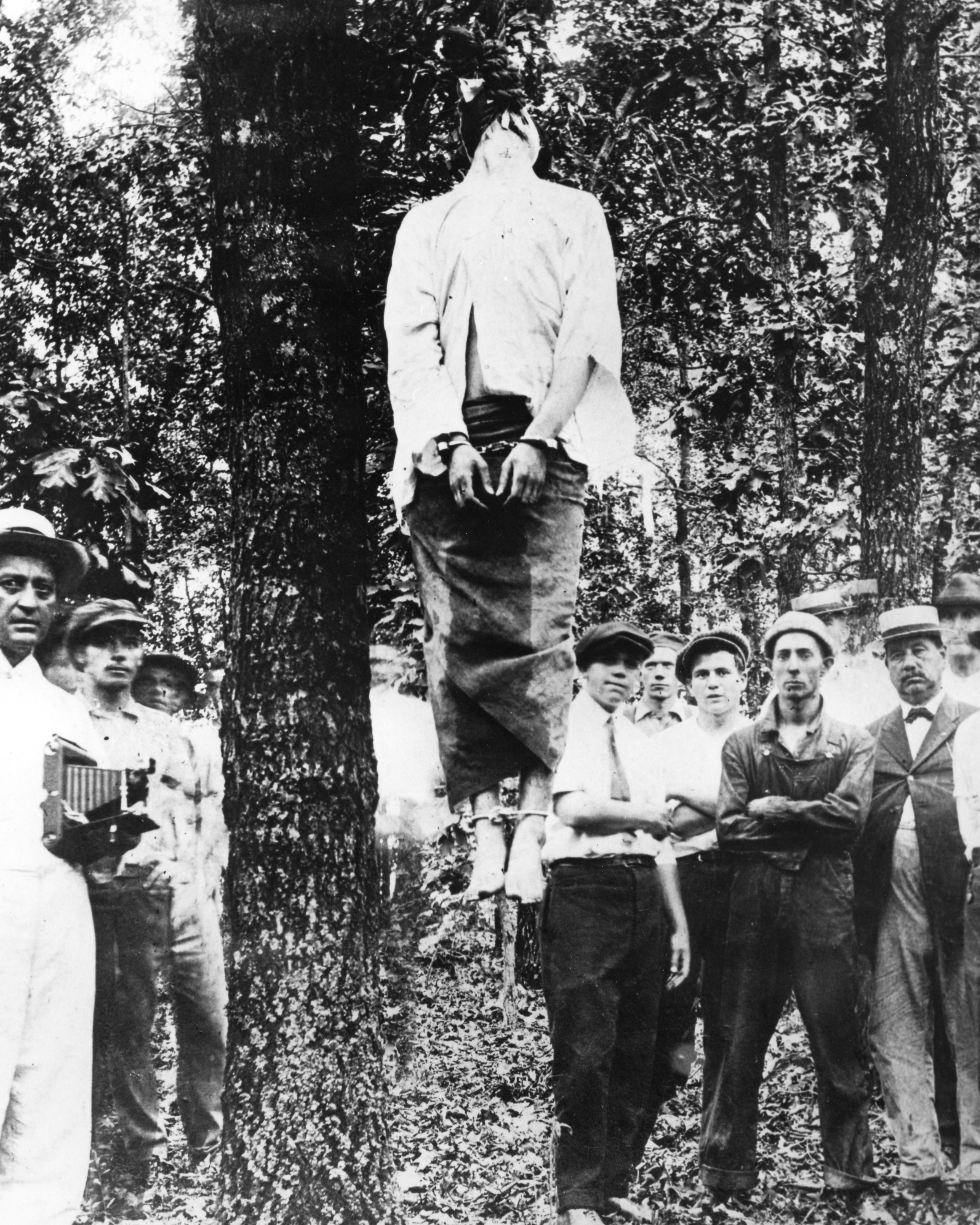
Il linciaggio di Leo Frank avvenuto a Marietta (Georgia) all'alba del 17 agosto 1915

Leo M. Frank, un ebreo americano, venne linciato in Georgia; era stato condannato nel 1913 per l'omicidio di una ragazza tredicenne impiegata nella sua fabbrica di matite. Vi furono una serie di appelli, ma tutti fallirono. Dopo che il governatore della Georgia John M. Slaton commutò la condanna dall'impiccagione in ergastolo un gruppo di uomini - la sera del 16 agosto - rapì Frank dal carcere di Milledgeville dopo aver fatto tagliare tutti i cavi telefonici della prigione. Lo trasportarono per 175 miglia fino a Marietta, dove lo linciarono davanti a una folla di curiosi. Il 25 novembre, due mesi dopo che Frank era stato linciato, un gruppo guidato da William Joseph Simmons bruciò una grande croce sulla cima di Stone Mountain, inaugurando in tal maniera una rinascita del Ku Klux Klan. All'evento parteciparono quindici membri più alcuni vecchi superstiti del Klan originale.
Il Klan crebbe a causa delle ansie e delle paure degli appartenenti alla "razza bianca" nei confronti del rapido ritmo del cambiamento sociale, della concorrenza economica e delle "pretese" di uguaglianza civile; si promosse come un'organizzazione fraterna rivolta ai bianchi dei nuovi ambienti urbani. Sia i migranti rurali bianchi sia quelli neri si spostarono rapidamente nelle città industrializzate del Sud. Inoltre molti migranti meridionali bianchi e afroamericani si trasferirono a Nord con la "grande migrazione afroamericana". Questo brusco cambiamento provocò una grave carenza di manodopera in alcuni Stati del Sud e a ciò si aggiunse un rapido cambiamento di popolazione nelle grandi città industriali degli Stati Uniti d'America nord-orientali e del Midwest; essi ricevettero anche un notevole aumento dell'immigrazione proveniente dall'Europa meridionale e dall'Europa orientale.

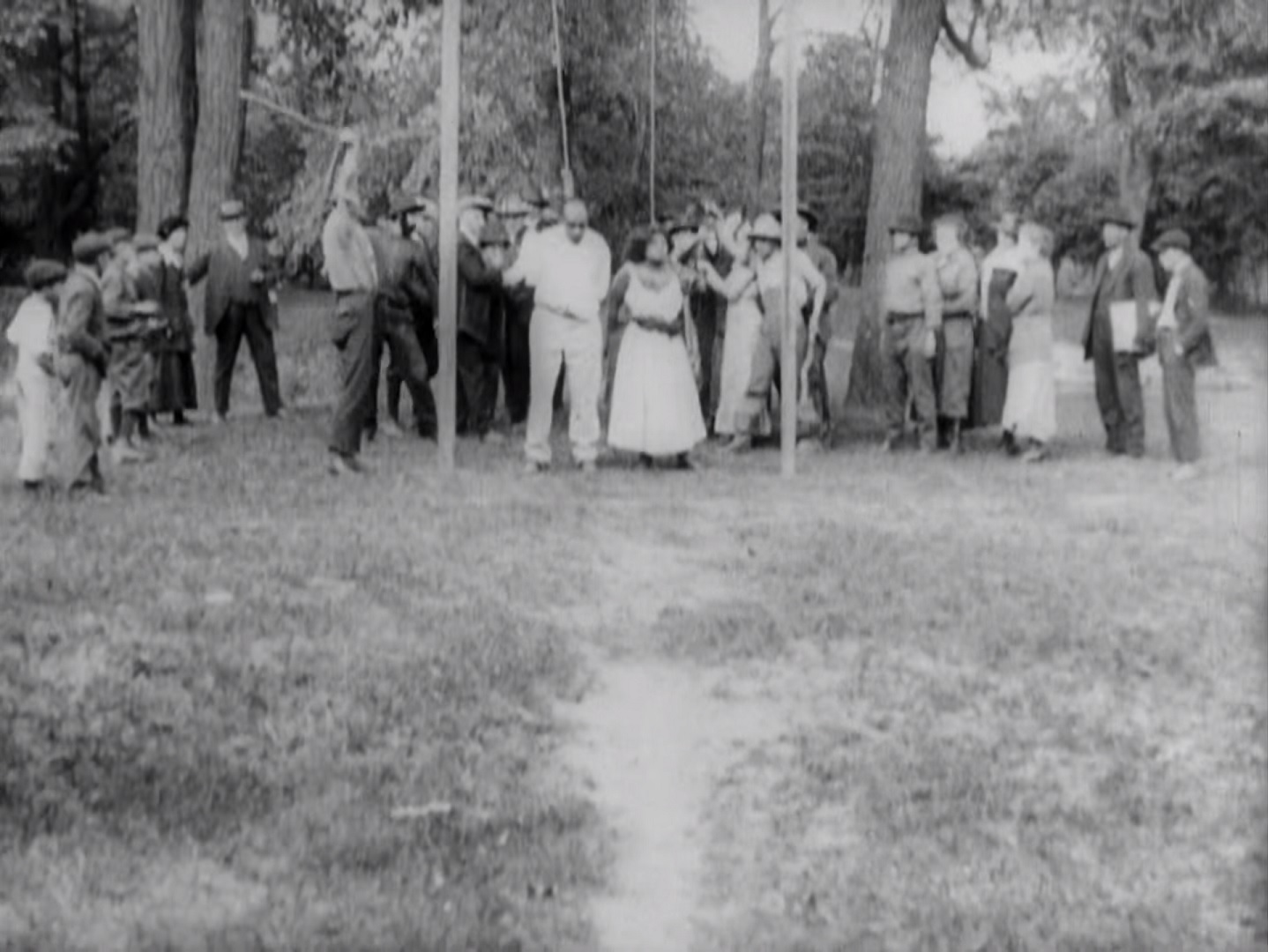
Una scena del film del 1919 Within Our Gates che mostra il linciaggio dei personaggi del film, Jasper Landry e sua moglie

Il Klan si sviluppò rapidamente ed ebbe un sempre maggior successo e forza in quelle città che avevano subito il più rapido ritmo di crescita tra il 1910 e il 1930, ad esempio Atlanta, Birmingham, Dallas, Detroit, Indianapolis, Chicago, Portland e Denver. Raggiunse un picco di affiliati e di influenza verso la metà degli anni 1920. In alcune città le azioni di vari leader religiosi non protestanti volte a pubblicare i nomi dei membri fornì abbastanza pubblicità per ridurne drasticamente l'appartenenza.

### Prosecuzione della resistenza
La NAACP si mise alla testa di una forte campagna nazionale di proteste e di educazione pubblica contro il film Nascita di una nazione, tanto che alcuni governi cittadini ne vietarono la distribuzione; inoltre, la NAACP promosse due film in risposta a quello di Griffith, The Birth of a Race e Within Our Gates, film diretto da Oscar Micheaux, che mostrarono immagini più positive dei neri.

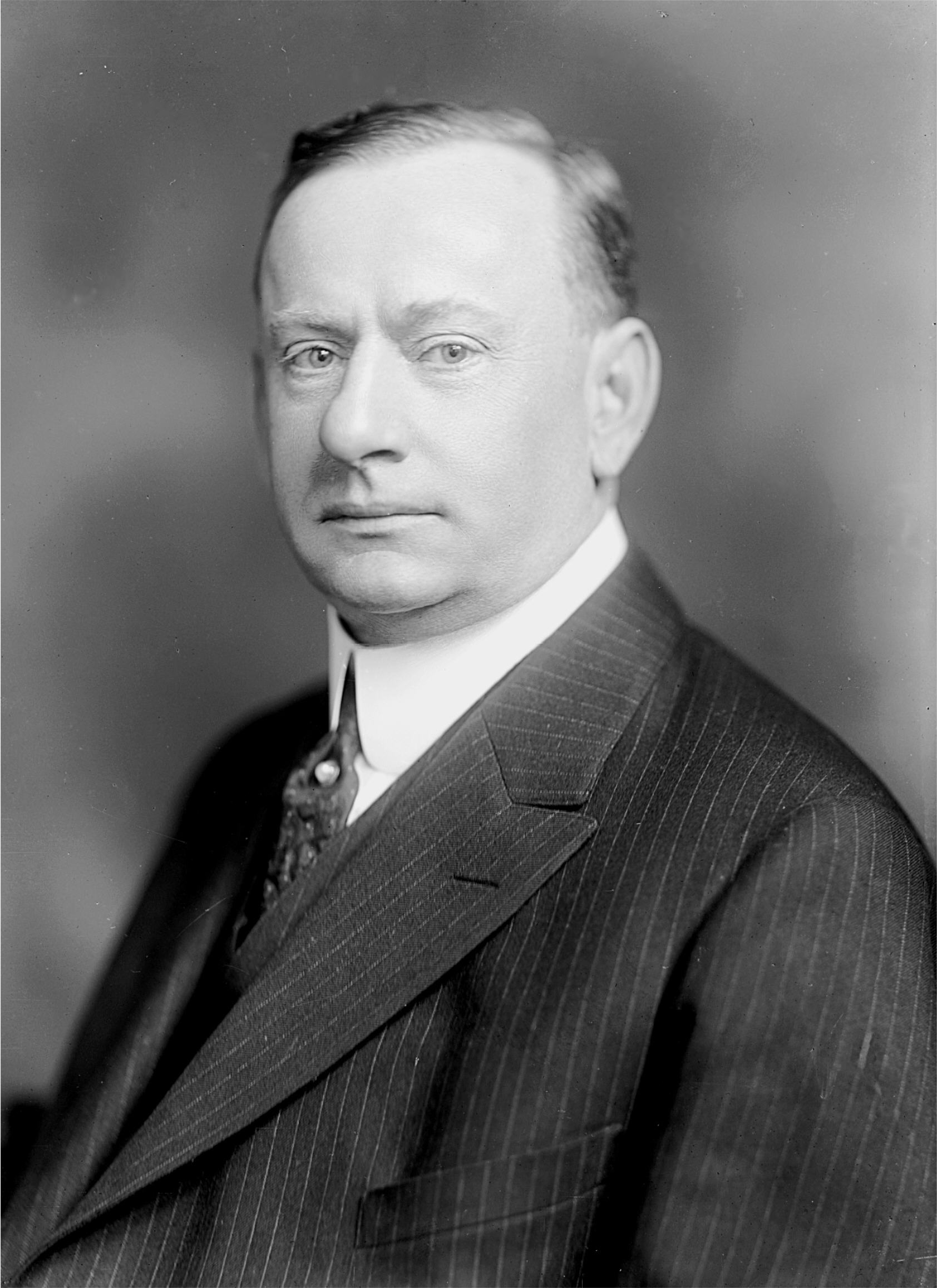
Il deputato Leonidas C. Dyer fu promotore di un disegno di legge contro il linciaggio e fu attivo a favore dei diritti civili a partire dal 1918

Il 1º aprile 1918 il deputato alla Camera Leonidas C. Dyer, repubblicano di St. Louis, propose alla Camera una legge contro il linciaggio; Dyer era preoccupato per l'aumento dei linciaggi, della violenza di massa e delle violazioni della legge in tutto il Sud. Il disegno di legge avrebbe trasformato il linciaggio in un crimine federale e coloro che vi partecipavano avrebbero dovuto essere perseguiti dal governo federale.

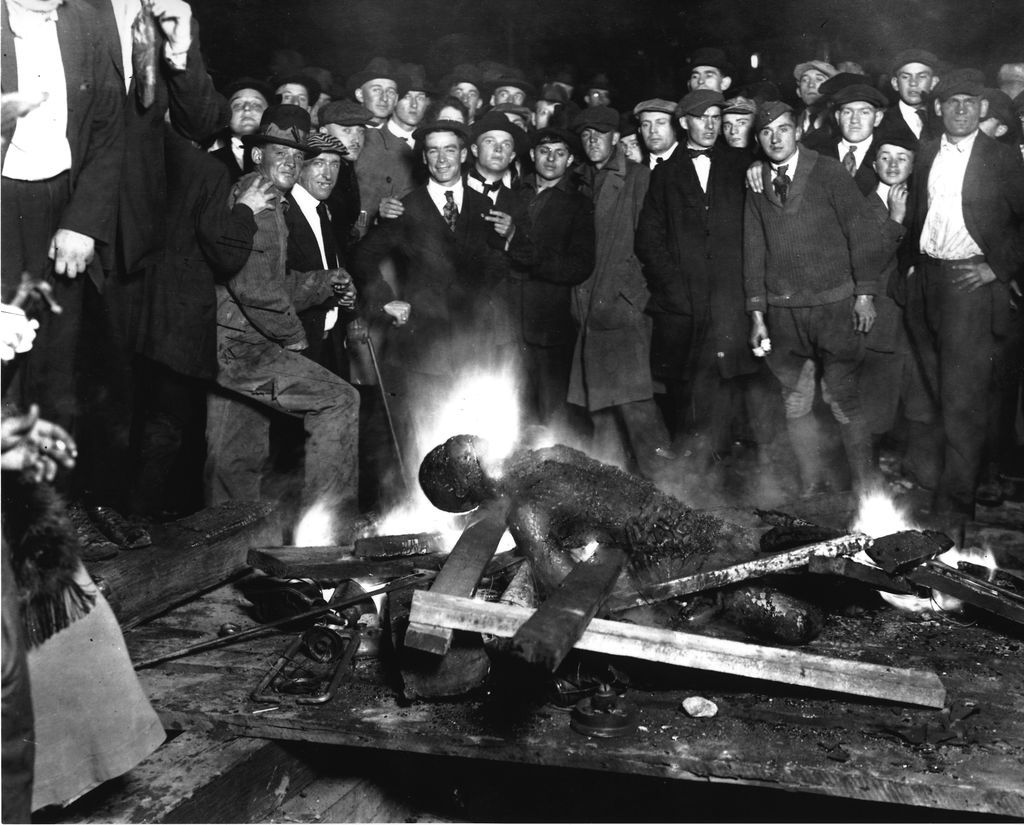
Disordini razziali di Omaha in Nebraska del 28-29 settembre del 1919. Il corpo oramai carbonizzato di Will Brown dopo essere stato mutilato e bruciato vivo da una folla di linciatori bianchi, qui in "posa-ricordo".

Nel 1920 la comunità nera riuscì a ottenere che la propria più importante priorità fosse inserita nel programma elettorale del Partito Repubblicano alla sua Convenzione nazionale; il sostegno a un disegno di legge contro il linciaggio. La comunità nera appoggiò Warren Gamaliel Harding alle elezioni presidenziali del 1920, ma rimase delusa quando notò che l'amministrazione si muoveva assai lentamente su questo tema.
Dyer apportò modifiche alla propria proposta di legge e la presentò nuovamente nel 1921 alla Camera; fu approvata il 22 gennaio seguente a causa della "richiesta insistente a livello nazionale" e ricevette parere favorevole da parte della Commissione giustizia del Senato; ma l'iter andò a rilento e infine l'ostruzionismo da parte del fronte democratico del Solid South riuscì a sconfiggerlo a dicembre.
Nel 1923 Dyer si recò in un giro per tutti gli Stati Uniti d'America medio-occidentali e l'Ovest per promuovere la sua legge contro il linciaggio; lodò il lavoro compiuto fino ad allora dalla NAACP nella sua denuncia dei linciaggi al Sud e nel sostegno alla legge federale. Il motto di Dyer fu: "abbiamo appena cominciato a combattere"; la sua operazione contribuì a generale un ulteriore sostegno nazionale. Il suo disegno di legge fu sconfitto due volte al Senato; i Repubblicani non furono in grado di farlo approvare per tutti gli anni venti.

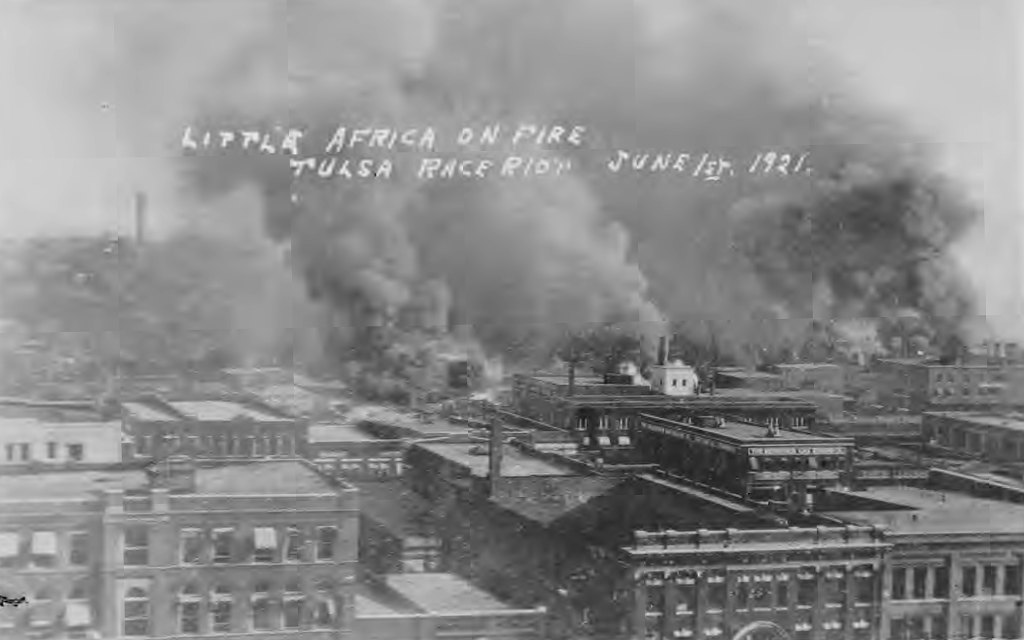
Il massacro di Tulsa del 1921: l'intera città data alle fiamme

La resistenza afroamericana al linciaggio condusse anche a fatti assai gravi. Nel 1921 a Tulsa in Oklahoma un gruppo di neri tentò di impedire a una folla di linciatori di catturare il diciannovenne Dick Rowland dalla prigione dov'era detenuto; in uno scontro tra un uomo bianco e un veterano armato afroamericano il primo ebbe la peggio. I bianchi americani come rappresaglia scatenarono una serie di tumulti durante i quali diedero alle fiamme 1 246 abitazioni e duecento negozi nel solo distretto di Greenwood, distruggendo interamente quella che era stata fino ad allora una zona fiorente di attività. I morti confermati furono trentanove, ventisei afroamericani e tredici bianchi; indagini svolte recentemente suggeriscono che il numero dei morti afroamericani potrebbe essere stato molto più alto: nonostante ciò Rowland fu salvato e più tardi completamente scagionato (vedi massacro di Tulsa).

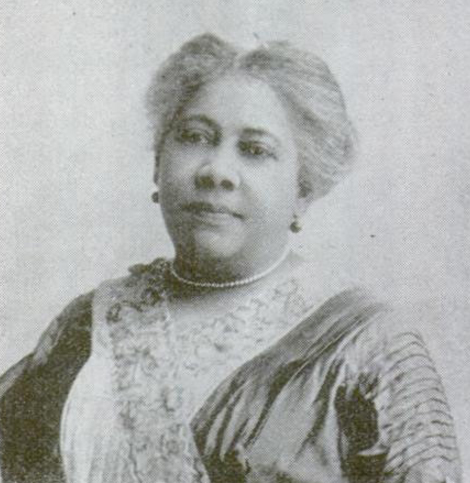
La suffragetta Mary Burnett Talbert partecipò alla campagna contro il linciaggio

Le reti associative di donne afroamericane crebbero costantemente e contribuirono a raccogliere fondi per sostenere le campagne pubbliche di educazione e di gruppo di pressione della NAACP; costituirono anche organizzazioni comunitarie. Nel 1922 la suffragetta e riformatrice sociale Mary Burnett Talbert diresse la "crociata anti-linciaggio" con l'intento di creare un movimento integrato al femminismo contro il linciaggio; si associò con la NAACP che fece partire una campagna su più fronti: per anni utilizzò petizioni, lettere i giornali, articoli, manifesti, pressioni sul Congresso e marce di protesta.
Mentre il secondo Ku Klux Klan crebbe rapidamente nelle città che avevano subito grandi cambiamenti sociali e arrivò a ottenere un certo peso politico, molti leader statali e cittadini, tra cui responsabili religiosi bianchi come Reinhold Niebuhr a Detroit, agirono con decisione e parlarono pubblicamente contro l'organizzazione. Alcuni gruppi anti-Klan pubblicarono i nomi degli affiliati e, grazie ai loro sforzi, ne ridussero rapidamente la forza propulsiva. Di conseguenza dopo il 1925 nella maggior parte delle aree urbane l'adesione e le organizzazioni correlate al Klan diminuirono rapidamente: le città approvarono leggi contro l'uso dei mascheramenti e si attivarono in un'opera congiunta di repressione.
Nel 1930 le donne bianche del Sud risposero in gran numero all'appello dell'attivista per i diritti civili Jessie Daniel Ames, formando così l'"Association of Southern Women for the Prevention of Lynching" (ASWPL); riuscirono a ottenere le firme di 40 000 donne a favore dell'impegno contro il linciaggio e per un drastico cambiamento del Sud. La promessa associativa includeva l'affermazione: "alla luce dei fatti non dobbiamo più... permettere a coloro che si propongono la selvaggia vendetta personale di commettere atti di violenza e di illegalità in nome delle donne".
Nonostante le minacce fisiche ricevute e l'opposizione apertamente ostile le leader femministe persistettero con le petizioni, le campagne letterarie, le riunioni e le dimostrazioni pubbliche con l'intento di evidenziarne le questioni. Nel corso degli anni trenta il numero dei linciaggi scese a circa dieci per anno negli Stati sudisti.

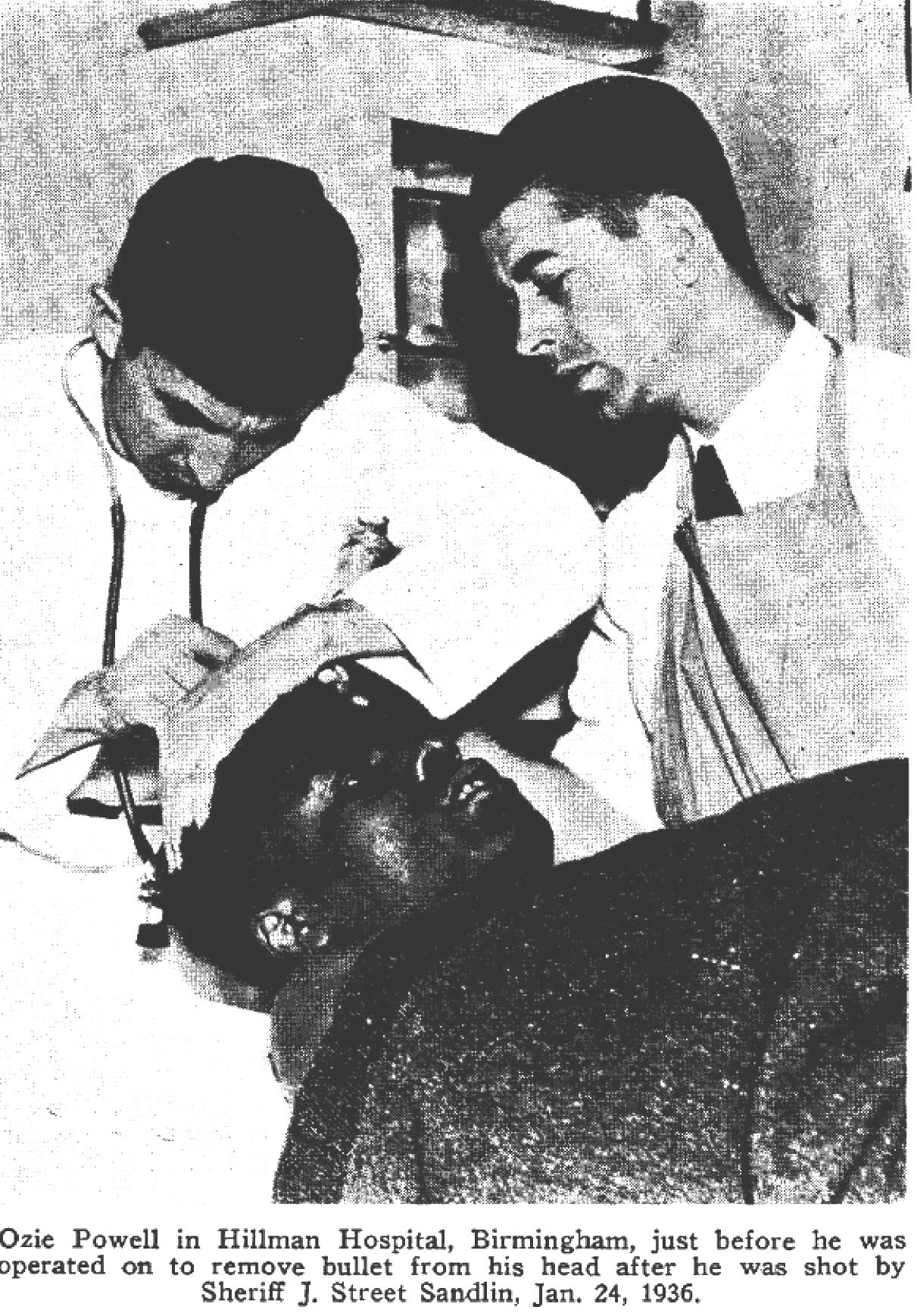
Ozie Powell, uno degli "Scottsboro Boys", poco prima di essere operato nel tentativo di rimuovergli la pallottola dalla testa dopo essere stato preso a revolverate da uno sceriffo in Alabama

In quello stesso periodo anche le organizzazioni comuniste, tra cui un'organizzazione di difesa legale chiamata "International Labor Defense" (ILD), si attivò contro il linciaggio. L'ILD difese gli "Scottsboro Boys" e altri tre uomini neri accusati di stupro a Tuscaloosa (in Alabama) nel 1933; in quest'ultimo caso due degli accusati vennero linciati in circostanze che hanno suggerito l'attiva complicità della polizia. Gli avvocati stessi dell'ILD sfuggirono per poco a un linciaggio. Molti sudisti li percepirono come un'"interferenza negli affari locali" e covarono risentimento; in una dichiarazione a un investigatore, un abitante bianco affermò: "vedere gli ebrei americani di New York diffondere e propagandare le idee comuniste è davvero troppo".

### Azione federale e opposizione del Sud

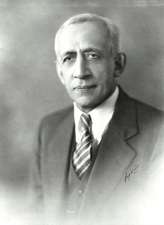
Il senatore Edward P. Costigan redasse una proposta di legge contro il linciaggio nel 1934

Gli attivisti contro il linciaggio come Mary McLeod Bethune e Walter Francis White nel 1932 fecero campagna elettorale a favore del candidato alla presidenza Franklin Delano Roosevelt, sperando che avrebbe prestato il proprio sostegno pubblicamente ai loro sforzi contro il linciaggio. I senatori democratici Robert F. Wagner e Edward P. Costigan redassero un disegno di legge nel 1934 per imporre alle autorità locali di proteggere i prigionieri dalle folle di linciatori; così come la proposta di Dyer anche questa intendeva rendere il linciaggio un crimine federale, per farlo uscire dalla competenza esclusivamente statale. I senatori del Sud mantenevano il loro potere di bloccare il Congresso. A causa della segregazione razziale e delle restrizioni elettorali contro gli afroamericani del Sud da parte dei Democratici all'inizio del XX secolo, i bianchi del Sud per decenni si videro quasi raddoppiata la rappresentanza al Congresso rispetto alla loro effettiva popolazione. A causa dell'anzianità parlamentare raggiunta attraverso il dominio dei Democratici nella regione, i parlamentari del Sud controllavano molte commissioni importanti in entrambe le aule; si opponevano accanitamente a qualsiasi legge che sottoponesse il linciaggio alla competenza federale. I Democratici bianchi del Sud costituirono un potere formidabile in Congresso fino agli anni sessanta.
Nel corso degli anni trenta praticamente tutti i senatori del Sud bloccarono la proposta di legge Wagner-Costigan, utilizzando l'ostruzionismo per impedirne la votazione. Alcuni senatori repubblicani, come il conservatore William Borah dell'Idaho, si opposero al disegno di legge per ragioni costituzionali; pensava che così si aggirava la sovranità statale e che le condizioni sociali nel 1930 erano ormai mutate tanto da rendere la legge meno necessaria. Vi si oppose ancora nel 1935 e nel 1938; nel frattempo vi furono ventidue linciaggi nel 1935 (quindici afroamericani), otto nel 1936 e due nel 1939.
Il 26 ottobre 1934 Claude Neal venne accusato di aver rapito e assassinato la diciannovenne bianca Lola Cannady il 18 ottobre a Greenwood (Florida); arrestato per il delitto, malgrado la mancanza di prove sufficienti per dimostrarne la colpa oltre un ragionevole dubbio, gruppi di linciatori cominciarono a formarsi con l'intento dichiarato di ucciderlo. Fu rapito dalla prigione in cui si trovava, torturato, ucciso e infine mutilato a Marianna (Florida). Il cadavere fu poi appeso davanti al tribunale cittadino prima di essere fatto a pezzi e bruciato: vi furono aggressioni contro i neri in tutta la zona e rivolte.
Un linciaggio avvenuto a Fort Lauderdale, in Florida, cambiò sostanzialmente il clima politico a Washington. Il 19 luglio 1935 Rubin Stacy, un agricoltore affittuario afroamericano senzatetto, bussò alle porte delle case chiedendo cibo; dopo i reclami dei residenti i delegati cittadini misero Stacy sotto custodia; una folla lo rapì dalla prigione e lo ammazzò. Sebbene i volti poterono essere ben identificati in una foto presa sul luogo del linciaggio, lo Stato non perseguì mai l'omicidio. L'omicidio di Stacy suscitò una grande reazione degli attivisti contro il linciaggio, ma il presidente Roosevelt non sostenne la relativa legge federale; temette che l'approvazione gli potesse costare i voti del Sud alle elezioni presidenziali del 1936: credette di poter fare di più venendo rieletto.
Nel 1939 Roosevelt creò l'"United States Department of Justice Civil Rights Division"; fece avviare azioni giudiziarie per combattere il linciaggio, ma queste non produssero alcuna condanna definitiva; almeno fino al 1946.

## Dalla seconda guerra mondiale ai giorni nostri

### Seconda grande migrazione
L'incremento industriale dovuto principalmente alla seconda guerra mondiale agì come fattore trainante nella seconda fase della grande migrazione afroamericana, a partire dal 1940 e fino al 1970. Complessivamente nella prima metà del XX secolo 6,5 milioni di afroamericani migrarono dal Sud lasciandosi alle spalle i linciatori e la segregazione razziale. A differenza della prima grande ondata, composta principalmente da lavoratori agricoli, la seconda ondata comprese lavoratori maggiormente istruiti assieme alle loro famiglie; molti migrarono a ovest dalla Louisiana, dal Mississippi e dal Texas in direzione della California (stabilendosi a Los Angeles, San Francisco e Oakland), oltre alle grandi città del Nord e centro-occidentali, laddove l'industria bellica reclutò migliaia di operai qualificati.

### Azioni federali
Nel 1946 la sezione del dipartimento di Giustizia sui diritti civili ottenne il primo verdetto di colpevolezza secondo le leggi federali contro un linciaggio: Tom Crews, un funzionario di polizia della Florida, fu condannato a una multa di 1 000 dollari e a un anno di carcere per violazione dei diritti civili nell'uccisione di un lavoratore agricolo afroamericano.

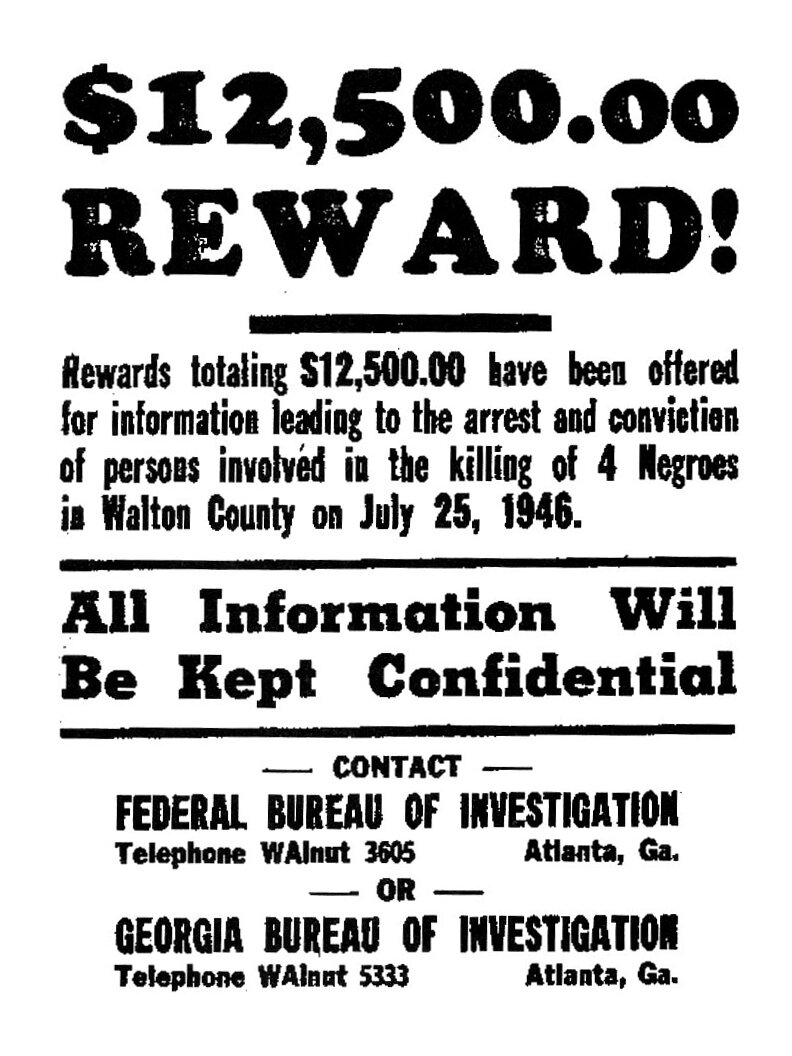
Un manifesto dell'FBI che chiede informazioni al pubblico sul linciaggio avvenuto nella Contea di Walton (Georgia) offrendo una ricompensa di 12500 dollari

In quello stesso anno, il 25 luglio, una squadraccia di uomini bianchi sparò uccidendole a due giovani coppie afroamericane nella Contea di Walton (Georgia); questo linciaggio di quattro braccianti agricoli, tra cui un veterano di guerra, scosse l'intera nazione. Questa aggressione omicida fu un fattore chiave nella decisione del presidente Harry Truman di rendere i diritti civili una priorità della sua amministrazione; anche se l'FBI investigò sul delitto, non fu in grado di mettere in moto alcun processo. Si tratta dell'ultimo linciaggio documentato di un così alto numero di vittime in una sola occasione.
Nel 1947 l'amministrazione Truman pubblicò una relazione intitolata To Secure These Rights che sostenne l'opinione di fare del linciaggio un crimine federale, di abrogare le tasse sulla persona per la concessione del diritto di voto e altre riforme inerenti ai diritti civili; il blocco dei senatori e dei deputati democratici del Sud continuò però a ostacolare i tentativi di promulgazione di una legge federale.
Nel corso degli anni quaranta il Ku Klux Klan criticò apertamente Truman per i suoi sforzi in direzione della promozione dei diritti civili. In seguito gli storici hanno documentato che il presidente aveva compiuto un breve tentativo di unirsi al Klan nel 1924, quando l'organizzazione si trovava al suo picco d'influenza sociale nella sua promozione di "organizzazione fraterna". Quando un responsabile del Klan impose che Truman si impegnasse a non assumere cattolici se fosse stato rieletto come giudice di contea, egli rifiutò; la sua quota d'iscrizione venne restituita e non aderì mai.

### Linciaggio e "guerra fredda"
Con l'inizio della guerra fredda l'Unione Sovietica cominciò a criticare gli Stati Uniti per la frequenza dei linciaggi dei neri. In un incontro con Truman avvenuto nel 1946 Paul Robeson lo sollecitò ad agire con fermezza contro il linciaggio. Nel 1951 lo stesso Robeson assieme al "Civil Rights Congress" (CRC) presentò all'Organizzazione delle Nazioni Unite una relazione intitolata "We Charge Genocide". Essa sostenne che il governo statunitense si era reso colpevole di genocidio a norma dell'art. II della Convenzione sul genocidio in quanto non agì mai sufficientemente duramente contro i linciatori.

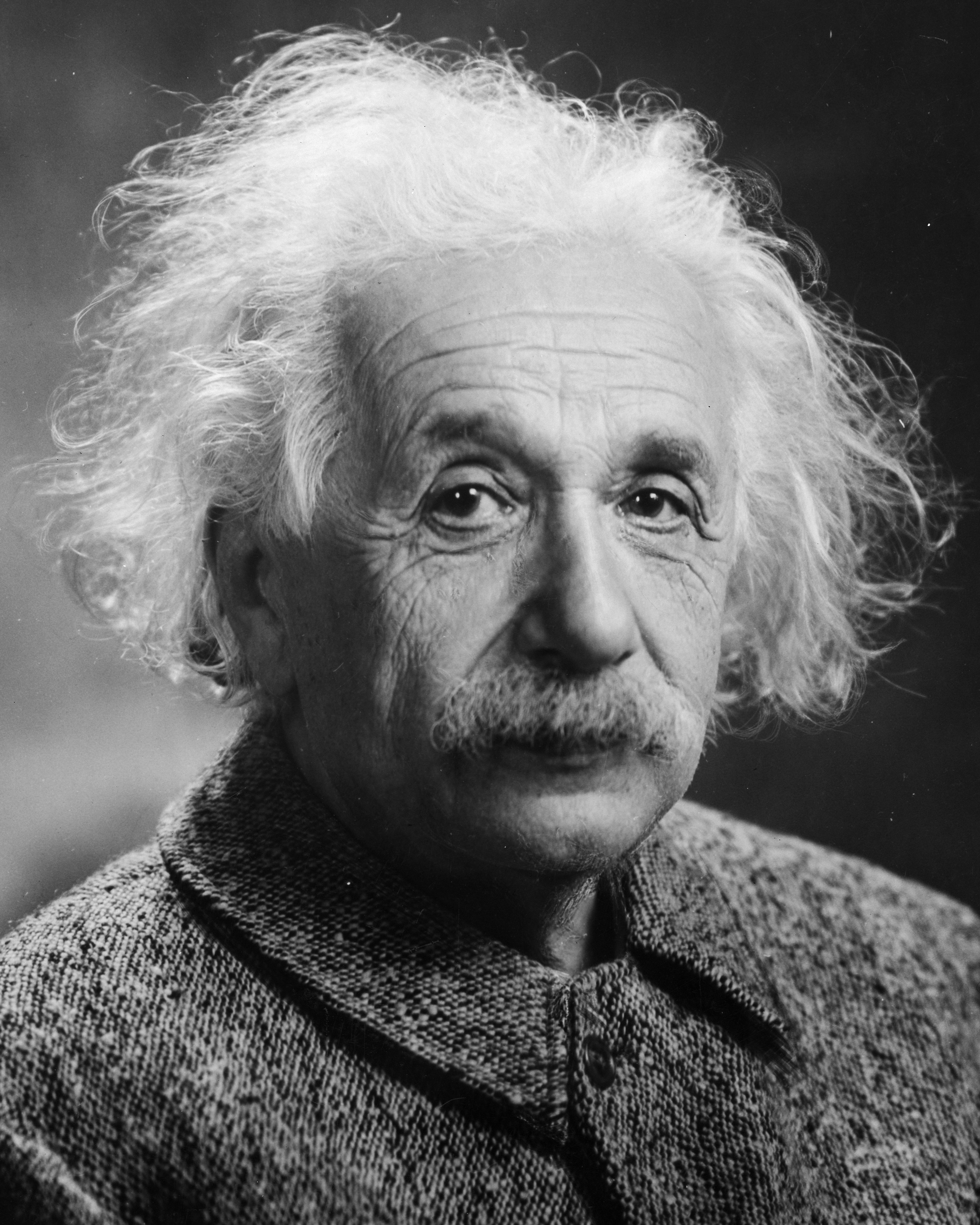
Albert Einstein venne sospettato di essere un simpatizzante del comunismo solo perché si schierò a favore del movimento contro il linciaggio

Negli anni successivi l'FBI si preoccupò più di possibili connessioni comuniste tra i gruppi contro il linciaggio che dello stesso crimine; Albert Einstein fu segnalato come simpatizzante comunista per la semplice ragione che aveva aderito all'"American Crusade Against Lynching" (ACAL) di Robeson. John Edgar Hoover, capo dell'FBI per decenni, rimase sempre particolarmente preoccupato degli effetti del comunismo negli Stati Uniti; rivolse maggior attenzione alle indagini svolte sui gruppi per i diritti civili - per le loro presunte connessioni comuniste - che alle attività terroristiche del Ku Klux Klan contro di loro e contro uomini neri.

### Il movimento per i diritti civili
Nel corso degli anni cinquanta il movimento per i diritti civili degli afroamericani guadagnò sempre più slancio e visibilità; l'adesione alla NAACP aumentò in tutti gli Stati e raggiunse una vittoria significativa alla Corte suprema nel 1954, con la sentenza che dichiarò incostituzionale l'istruzione pubblica segregata.
Un linciaggio particolarmente feroce avvenuto nel 1955 scatenò l'indignazione pubblica. Emmett Till, un quattordicenne di Chicago, era andato a trascorrere con i parenti le vacanze estive a Money (in Mississippi) e fu torturato e ucciso solo perché aveva avuto l'ardire di fischiare il proprio apprezzamento nei confronti di una donna bianca. Picchiato con brutalità, gli venne strappato un occhio dalle orbite, sparato in testa e infine gettato nel fiume Tallahatchie, dopo avergli attaccato al collo con del filo spinato la pala di una sgranatrice di cotone pesante più di 30 chili. Il cadavere fu ripescato solo dopo tre giorni. La madre insistette per avere un funerale pubblico con la cassa da morto aperta, affinché tutti potessero vedere bene con i propri occhi in quali condizioni avevano ridotto un ragazzo appena adolescente; volle mostrare alla gente quanto il corpo di Till fosse stato sfigurato dagli "anonimi" criminali. Le notizie e relative fotografie circolarono velocemente per tutto il paese provocando una forte reazione pubblica; l'intera nazione apparve seriamente sconvolta per il fatto che un semplice ragazzino avesse potuto essere stato ucciso per colpa di un incidente tanto banale. La Corte statale incriminò inizialmente due persone le quali furono però rapidamente assolte.

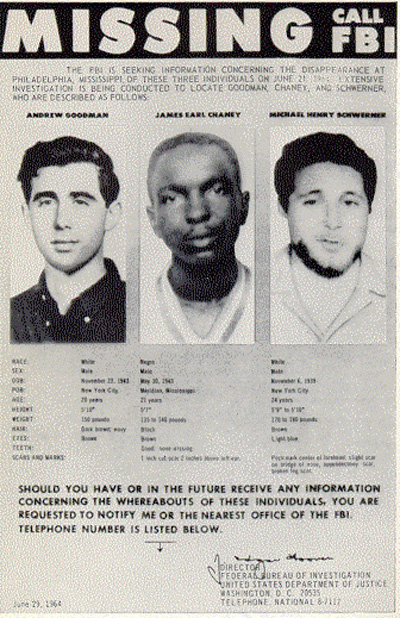
Il manifesto di "persona scomparsa" creato dall'FBI per aiutare nelle ricerche di Andrew Goodman, James Chaney e Michael Schwerner

Nel corso degli anni sessanta studenti provenienti da tutto il paese prestarono volontariato al Sud, aiutando i neri a registrarsi negli elenchi elettorali; l'intervento di persone provenienti da fuori e la minaccia di cambiamenti sociali suscitò paura e risentimento in molti bianchi. Nel giugno del 1964, nella Contea di Neshoba in Mississippi, tre attivisti (un nero e due bianchi) furono assassinati; si stavano occupando delle indagini per scoprire gli autori dell'incendio di una chiesa nera utilizzata come "Freedom Schools". Ci vollero sei settimane per rinvenire i corpi nel fondo di una diga costruita solo parzialmente a Philadelphia (Mississippi); James Earl Chaney (21 anni) di Meridian (Mississippi), Michael Schwerner (25 anni) e Andrew Goodman (20 anni) di New York erano stati membri del Congress of Racial Equality (CORE) dedicandosi all'azione diretta non violenta contro la discriminazione razziale. Durante l'inchiesta che ne seguì vennero rinvenuti anche i corpi di numerose vittime anonime di linciaggi degli anni precedenti.
Il governo federale perseguì diciotto uomini del Ku Klux Klan per cospirazione con l'intenzione diretta di privare le vittime dei loro diritti civili (secondo la legge del XIX secolo), questo al fine di poter giudicare il triplice delitto alla Corte federale; sette uomini furono condannati ricevendo però solo pene lievi, due furono liberati a causa dell'ostruzione della giuria e tutti gli altri vennero assolti. Nel 2005 l'ottantenne Edgar Ray Killen, uno degli organizzatori del crimine, è stato nuovamente arrestato in Mississippi e accusato di altri tre omicidi preterintenzionali; ha ricevuto così una condanna a sessanta anni di carcere.

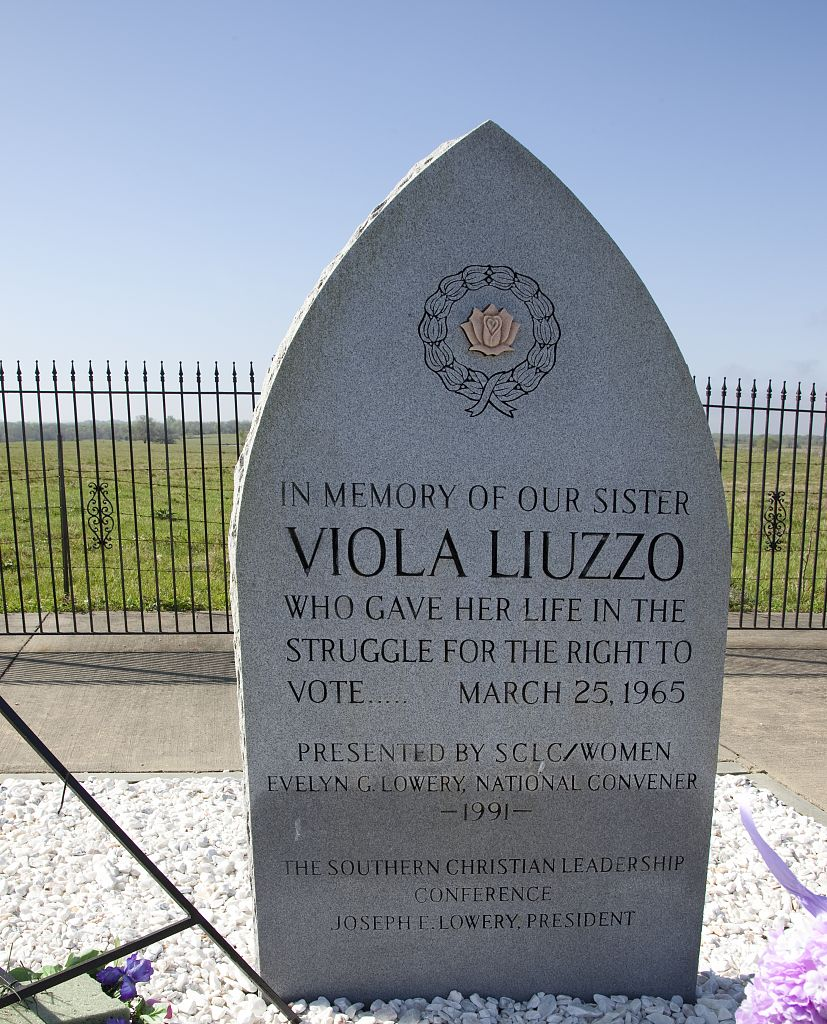
Il memoriale dedicato a Viola Liuzzo, attivista bianca per i diritti civili degli afroamericani linciata dal Ku Klux Klan il 25 marzo 1965 (contea di Lowndes, in Alabama)

A causa dell'ostilità di John Edgar Hoover e di altri alti esponenti governativi e dei servizi segreti nei confronti del movimento per i diritti civili gli agenti dell'FBI vennero utilizzati per diffamare e accusare falsamente gli attivisti per i diritti civili e gli altri oppositori del linciaggio; un esempio fu la diffusione di false informazioni a mezzo stampa su Viola Liuzzo, vittima di linciaggio nel 1965 a Montgomery (Alabama) per opera del Klan. Si affermò che Viola era stata membro del Partito comunista, che aveva abbandonato i suoi cinque figli e infine che era coinvolta in relazioni sessuali extraconiugali con gli afroamericani del Movimento.

### Dopo il movimento per i diritti civili
Dal 1882 al 1968 quasi duecento proposte di legge contro il linciaggio vennero esaminate dal Congresso e tre di esse furono approvate dalla Camera dei rappresentanti; sette presidenti tra il 1890 e il 1952 invitarono espressamente il Congresso a promulgare una chiara ed esplicita legge federale in tal senso. I disegni di legge non furono mai approvati dal Senato a causa della potente opposizione del blocco sudista del Partito Democratico.
Anche se il numero di linciaggi si ridusse notevolmente per merito del movimento e grazie al mutamento delle usanze e abitudini sociali, continuarono tuttavia a verificarsi sporadicamente. Nel 1981 due appartenenti al Klan a Mobile (Alabama) scelsero casualmente il diciannovenne afroamericano Michael Donald e lo assassinarono tagliandogli la gola, come atto di ritorsione per l'assoluzione di un uomo nero accusato di aver ucciso un ufficiale di polizia. Gli autori dell'efferato delitto, due fratelli, furono catturati, processati e condannati.
Un'ingiunzione per sette milioni di dollari in un procedimento civile contro il Klan riuscì infine a spazzare via il sottogruppo locale "United Klans of America".

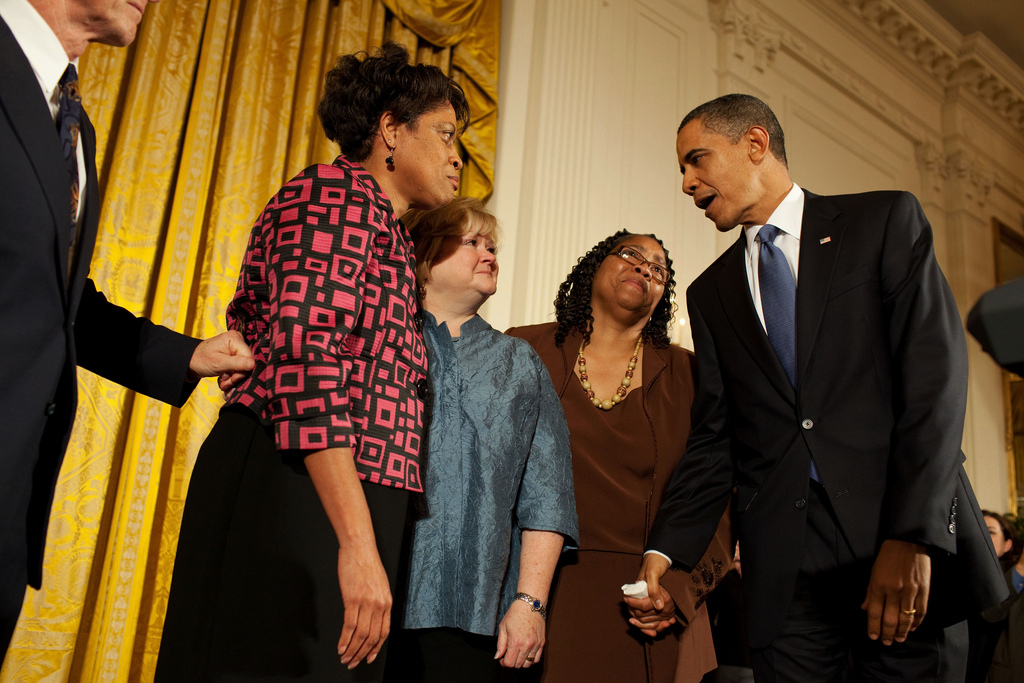
Il presidente degli Stati Uniti (afroamericano) Barack Obama con le due sorelle di James Byrd Jr. e la madre di Matthew Shepard a un ricevimento dopo il voto del Matthew Shepard Act del 28 ottobre 2009

Nel 1998, a Jasper (Texas), Shawn Allen Berry, Lawrence Russell Brewer e l'ex galeotto John William King uccisero James Byrd Jr., un afroamericano quarantanovenne, padre di un bambino di tre anni, che aveva dato loro un passaggio di prima mattina; lo aggredirono per poi investirlo con il suo stesso camion: i tre assassini gettarono quindi i resti straziati della loro vittima nel cimitero afroamericano cittadino e andarono poi a farsi un barbecue. Le autorità locali trattarono immediatamente l'omicidio come un crimine d'odio e chiesero l'assistenza dell'FBI. I criminali, due dei quali si rivelarono essere membri di una gang del potere bianco, furono catturati e processati; Brewer e King condannati alla pena di morte e Berry all'ergastolo.

## Dati e statistiche
Esistono tre fonti primarie per redigere delle statistiche sui linciaggi negli Stati Uniti, nessuna delle quali però copre l'intero periodo di tempo in cui il fenomeno ebbe luogo. Non sono disponibili statistiche affidabili per gli anni precedenti al 1882, quando il Chicago Tribune iniziò a registrare i linciaggi con sistematicità. Nel 1892 anche il Tuskegee Institute iniziò a raccogliere e sistemare dati sui linciaggi, principalmente da resoconti giornalistici. Infine, nel 1912, anche la NAACP iniziò a registrare i linciaggi, in modo indipendente. Il numero dei linciaggi varia leggermente da fonte a fonte; quelle del Tuskegee Institute sono ritenute da alcuni storici caute.
Il Tuskegee Institute, che ha registrato che 3 446 persone di colore e 1 297 bianchi furono linciati tra il 1882 e il 1968, ha definito le condizioni che conducono all'identificazione di un linciaggio come:
( Jessie Parkhurst Guzman, Vera Chandler Foster, William Hardin Hughes, Negro year book: a review of events affecting Negro life, 1941-1946, 10ª ed., Dept. of Records and Research, Tuskegee Institute, 1947,  p. 303.)
Il Tuskegee Institute costituisce la fonte più completa di statistiche e registrazioni su questo specifico crimine dal 1882 al 1959, quando fu pubblicato per l'ultima volta l'annuale rapporto, Lynch Report. In questo periodo furono uccise durante linciaggi 4 733 persone.
( 4,733 Mob Action Victims since '82, Tuskegee Reports, in Montgomery Advertiser, 26 aprile 1959.)
Gli oppositori a una legislazione contro il linciaggio affermavano che tale pratica preveniva assassinii e stupri. Come documentato da Ida B. Wells, accuse o voci di stupro erano presenti in meno di un terzo dei linciaggi ed erano spesso utilizzate come pretesto per uccidere afroamericani che avevano violato le leggi Jim Crow o che erano entrati in competizione economica con i bianchi. Altre comuni ragioni che potevano condurre al linciaggio erano: accuse di aver appiccato un incendio doloso, di furto, di aggressione e di rapina; trasgressioni sessuali (quali la mescolanza razziale, l'adulterio, la convivenza); "pregiudizi razziali", "odio razziale", "disturbo razziale", essere informatori della polizia, "le minacce contro i bianchi" e le violazioni della cosiddetta color line (la "frequentazione di ragazze bianche", l'avanzare "proposte di matrimonio a donne bianche").
A ogni modo, la suddivisione delle vittime in bianchi e neri, adottata dal Tuskegee Institute, maschera la vessazione subita da altre minoranze. Nel West, ad esempio, i messicani, i nativi americani e i cinesi erano bersagli più frequenti dei linciaggi di quanto non lo fossero gli afroamericani, ma le loro morti sono state incluse collettivamente nella conta dei bianchi. Similarmente, sebbene gli immigrati italiani furono oggetto di violenza in Louisiana quando iniziarono ad arrivarvi in gran numero, non venne tenuto conto della specificità delle loro morti. Nei primi anni, alcuni bianchi che furono linciati vennero aggrediti perché attivisti politici (anche presunti) a supporto della liberazione degli schiavi, ma la loro appartenenza alla comunità non fu mai posta in discussione, come accadeva invece per gli immigrati.

## Rappresentazione nella cultura di massa
I linciaggi hanno lasciato una forte impronta sia su chi era prossimo alle vittime, sia sugli spettatori e sono stati significativamente presenti in letteratura, nel teatro e nel cinema. Nel romanzo western Il virginiano (The Virginian, 1902), di Owen Wister, da cui saranno tratte cinque trasposizioni cinematografiche e la serie televisiva omonima, il linciaggio di un ladro di bestiame reo confesso è un momento saliente nella narrazione. È questa la prima significativa descrizione di un linciaggio nella letteratura statunitense.
Il dramma Rachel, scritto da Angelina Weld Grimké nel 1914 e messo in scena due anni dopo, è la prima rappresentazione a portare in scena la violenza cui le famiglie afroamericane erano soggette. Di segno opposto il film muto Nascita di una nazione (The Birth of a Nation, 1915), diretto da David Wark Griffith, dove il Ku Klux Klan viene dipinto come il movimento che ristabilisce l'ordine nel Sud nell'era della ricostruzione. A esso rispose nel 1919 Oscar Micheaux con Within Our Gates, di scarso successo commerciale, ma ritenuto storicamente rilevante. Il climax del film è raggiunto quando viene linciata un'intera famiglia di neri, perché uno dei suoi membri è accusato erroneamente di omicidio.
Negli anni trenta la compagnia teatrale Krigwa Players (successivamente rinominata Negro Experimental Theater) di Harlem mette in scena Climbing Jacob's Ladder (1931) di Regina M. Anderson, incentrata su un linciaggio. Nel 1931 anche William Faulkner pubblica un racconto breve intitolato Settembre secco (Dry September) nel quale sono descritte le fasi antecedenti a un linciaggio, con la folla che si raduna in risposta a un presunto reato commesso contro una donna bianca. L'illustratore statunitense Lynd Ward riprodusse tre scene del linciaggio di alcune persone di colore in Wild Pilgrimage (1932). Nel 1933, nel musical As Thousands Cheer di Irving Berlin, la reazione di una donna alla notizia del linciaggio del marito è il soggetto della ballata Supper Time.
Il caso di Leo Frank, un ebreo accusato dell'omicidio di una ragazza in Georgia e linciato nel 1915, ispirò numerose produzioni cinematografiche che affrontarono la tematica del razzismo. Oscar Micheaux ne propose due trasposizioni: una prima versione per il cinema muto, The Gunsaulus Mystery (1921), fu riproposta nel 1935 come Murder in Harlem, ambientando il caso a New York e rimuovendo il tal modo lo scontro tra la società sudista e lo yankee che animò il processo. Anche Vendetta (They Won't Forget, 1937), diretto da Mervyn LeRoy, trasse ispirazione dallo stesso fatto. Un altro episodio realmente accaduto, un linciaggio in California nel 1933, fece da spunto a Furia (Fury, 1936) di Fritz Lang.
Nel romanzo The Ox-Bow Incident (1940) di Walter Van Tilburg Clark un tragico errore conduce al linciaggio di tre innocenti. Trasposto al cinema come Alba fatale nel 1943, fu utilizzato a scopo propagandistico, con l'associazione della Germania nazista alla folla assassina.
Il linciaggio di Jesse Washington a Waco (Texas) nel 1916 ispirò Madison Cooper in Sironia, Texas (1952).
Nel libro Il buio oltre la siepe (To Kill a Mockingbird, 1960) di Harper Lee, da cui nel 1962 fu tratto l'omonimo film diretto da Robert Mulligan e vincitore di tre premi Oscar, il padre della protagonista si oppone a un linciaggio.
Il resoconto di un linciaggio particolarmente terribile è presente in Going to Meet the Man (1965), racconto di James Baldwin.
Nel film Impiccalo più in alto (Hang 'Em High, 1968) di Ted Post, viene riproposto un episodio di linciaggio nel Vecchio West. Mississippi Burning (1988), diretto da Alan Parker, ripropone invece la questione razziale nel Sud degli Stati Uniti.
Peter Matthiessen descrive vari linciaggi nella trilogia Uccidere Mister Watson (Killing Mr. Watson, 1990), ambientata in Florida nel tardo XIX secolo. Sul linciaggio di italiani a New Orleans nel 1891 è ambientata la serie Vendetta, prodotta dalla HBO. Nel 1998 Jason Robert Brown ha riportato in scena il caso di Leo Frank di inizio secolo attraverso il musical Parade.
In A Party Down at the Square (1997) di Ralph Ellison, il linciaggio di un giovane ragazzo di colore è descritto con gli occhi di un ragazzo bianco, che assiste alla scena.
Nel film The Hateful Eight (2015) di Quentin Tarantino, ambientato nell'era della ricostruzione, viene descritto in modo dettagliato il linciaggio di una donna bianca identificata come una sfruttatrice della classe operaia del profondo Sud. La scena ha sollevato un dibattito critico. Per alcuni è un commento politico sul razzismo e l'odio in America, per altri sullo sfruttamento sensazionalistico del sessismo exploitation.

## Legislazione
Il linciaggio è stato perseguito solo raramente durante gran parte della storia degli Stati Uniti, poiché le stesse persone che ne avevano in carico l'onere e che costituivano da giuria generalmente partecipavano o assistevano all'azione. Quando fu perseguito, lo fu come accusa di omicidio. Un esempio clamoroso è il caso Stati Uniti contro Shipp, giudicato nel 1907-1909 dalla Corte suprema (l'unico caso inerente a un linciaggio affrontato dalla Corte nella sua storia); Joseph F. Shipp, sceriffo della contea di Hamilton, fu riconosciuto colpevole per non aver impedito che la folla linciasse Ed Johnson, imprigionato a Chattanooga per stupro. Inoltre, nel Sud, le persone di colore, cui era stato tolto il diritto di voto nel tardo Ottocento, non potevano far parte delle giurie.

### Legislazione federale
Sette presidenti, tra il 1890 e il 1952, si rivolsero al Congresso perché fosse approvata una legge contro il linciaggio. La prima proposta di legge che avrebbe introdotto il reato federale di linciaggio fu presentata senza successo nel 1909. Ne sarebbero seguite quasi altre duecento, ma solo tre di esse approdarono al Senato.
L'ostacolo principale alla loro approvazione fu rappresentato per decenni dal blocco di deputati e senatori eletti nelle circoscrizioni del Sud degli Stati Uniti. A ciò contribuiva grandemente il fatto che, già all'inizio del Novecento, in quegli stati - bacino elettorale del Partito Democratico - era stato fortemente ridotto il diritto di voto degli afroamericani e così la rappresentanza della popolazione bianca ne risultava quasi raddoppiata.
Nel 1920 il Partito Repubblicano si espresse, durante il congresso nazionale (convention), per l'approvazione di una legge contro il linciaggio. La proposta di legge fu firmata dal deputato Leonidas C. Dyer del Missouri e presentata l'anno seguente. Nel gennaio del 1922 fu approvata dalla Camera con ampio consenso (231 contro 119), ma, nel dicembre dello stesso anno, i senatori democratici del Sud ostacolarono per una settimana i lavori del Senato, riuscendo infine a impedire che la proposta fosse posta ai voti. L'anno seguente, Dyer tenne numerosi comizi, con il supporto della NAACP, per sostenere la necessità di una legge e cercò sia quell'anno, sia quello seguente, che fosse posta ai voti in Senato, senza tuttavia riuscire nell'intento.
Durante l'amministrazione di Franklin Delano Roosevelt (1933-1945), il dipartimento di Giustizia tentò, senza successo, di perseguire la partecipazione a un linciaggio come violazione dei diritti civili della vittima, facendo ricorso alle leggi adottate durante l'era della ricostruzione (allora ancora in vigore). La prima condanna federale in tal senso giunse nel 1946, quando oramai l'occorrenza dei linciaggi si era già fortemente ridotta.
Negli stessi anni furono presentate altre due serie di proposte per l'introduzione del reato federale di linciaggio. La prima, che può essere ricondotta ai senatori Edward P. Costigan (deputato del Colorado) e Robert F. Wagner (dello Stato di New York), fu presentata nel 1934, ma non trovò l'appoggio del presidente - timoroso di perdere sostegno negli Stati del Sud - e fu respinta dal Senato. La seconda serie fu presentata dal deputato democratico Joseph A. Gavagan e approvata dalla Camera dei Rappresentanti, ma bloccata dal Senato dall'ostruzionismo dei democratici del Sud. Ripresenatata da Gavagan e Fish, fu approvata nuovamente dalla Camera nel 1944, ma bloccata al Senato.
Il 13 giugno del 2005 il Senato si scusò formalmente per il fatto di non aver adottato una legge federale contro il linciaggio all'inizio del XX secolo "quando ciò era più necessario"; prima della votazione la senatrice della Louisiana Mary Landrieu osservò: "non può esservi un'ingiustizia simile in tutta la storia americana come questa, per la quale il Senato si ritrova ad avere l'unica responsabilità". La risoluzione, appoggiata da ottanta senatori, fu approvata con un voto a chiamata nominale, con Thad Cochran e Trent Lott del Mississippi tra i venti astenuti. La risoluzione espresse "le simpatie più profonde e i più solenni rimpianti del Senato ai discendenti delle vittime del linciaggio, i cui antenati sono stati privati della vita, della dignità umana e delle protezioni costituzionali concesse a tutti i cittadini degli Stati Uniti".

### Legislazioni statali
Dalla fine del XX secolo, numerosi stati hanno approvato leggi contro il linciaggio.
Una legge della California del 1933 definiva il linciaggio, punibile con 2-4 anni di carcere, come:
(Codice penale dello Stato di California, sezione: 405a)
dove il reato di sommossa (riot) è definito come due o più persone che ricorrono alla violenza o alla minaccia di violenza. A chi partecipa a un linciaggio potevano essere imputati vari crimini derivanti dalla stessa azione, come sommossa e omicidio. Poiché però non veniva specificato che la sottrazione fosse al fine di uccidere, il procuratore poteva ricorrere a questa legge anche nei casi in cui più persone cercavano di strappare un sospettato dalle mani della polizia, al fine di aiutarlo a fuggire, come sostenuto durante il processo contro coloro che assalirono violentemente un agente a San Francisco il 9 luglio 2005.
Nel 2015 il governatore della California Jerry Brown promulgò una legge proposta dalla senatrice statale afroamericana Holly J. Mitchell che eliminava la parola "linciaggio" dalla legge dello Stato, dopo che essa aveva ricevuto l'approvazione unanime da parte dei parlamentari statali. Mitchell dichiarò: "è stato detto che le parole forti dovrebbero essere riservate a concetti forti e il linciaggio ha in effetti una storia così dolorosa per gli afroamericani che la legge dovrebbe usarla solo per quello che realmente è, ovvero un assassinio compiuto da una folla di facinorosi". La legge è rimasta per il resto immutata.
Una legge del 1951 della Carolina del Sud introdusse il reato di linciaggio di secondo grado, punibile con un minimo di tre anni e un massimo di vent'anni di lavori forzati, specificato come:
(Codice legislativo della Carolina del Sud, titolo 16, capitolo 3, articolo 3)
Al 2003, tuttavia, 44 contee sulle 46 dello Stato avevano accusato di linciaggio di secondo grado afroamericani in percentuale superiore alla loro popolazione. Nei cinque anni precedenti 4.000 adulti furono accusati e 136 condannati. I sospettati neri erano condannati in percentuale doppia rispetto ai sospettati bianchi. Erano state anche intentate 1.400 cause per linciaggio minorile. Nel 2010 la Commissione per la riforma giudiziaria della Carolina del Sud votò per rinominare la legge "assalto e violenza in gruppo" e per ridurre le pene per i casi senza uccisi e feriti gravi, in assalti da parte di due o più persone ai danni di una singola vittima.